# Müllheim im Markgräflerland

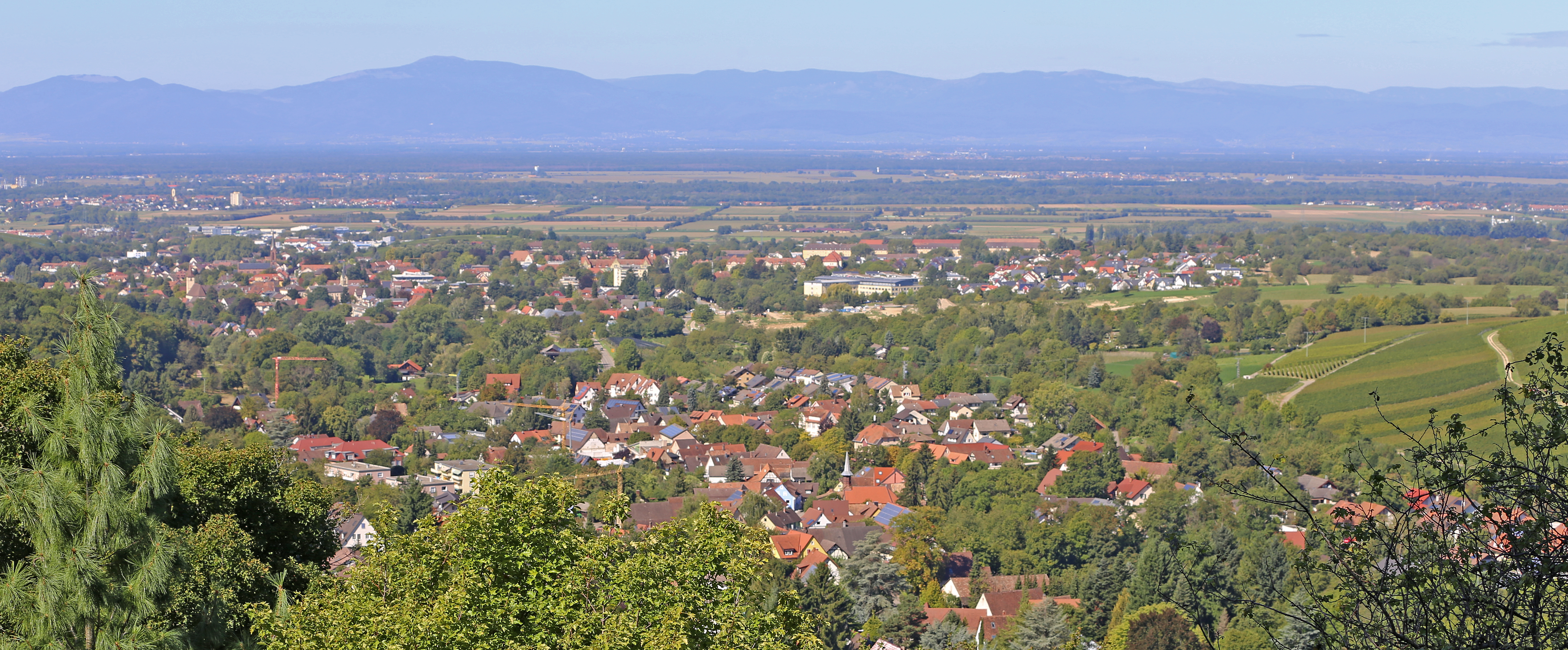
Blick auf Müllheim und die Oberrheinebene, im Hintergrund die Vogesen

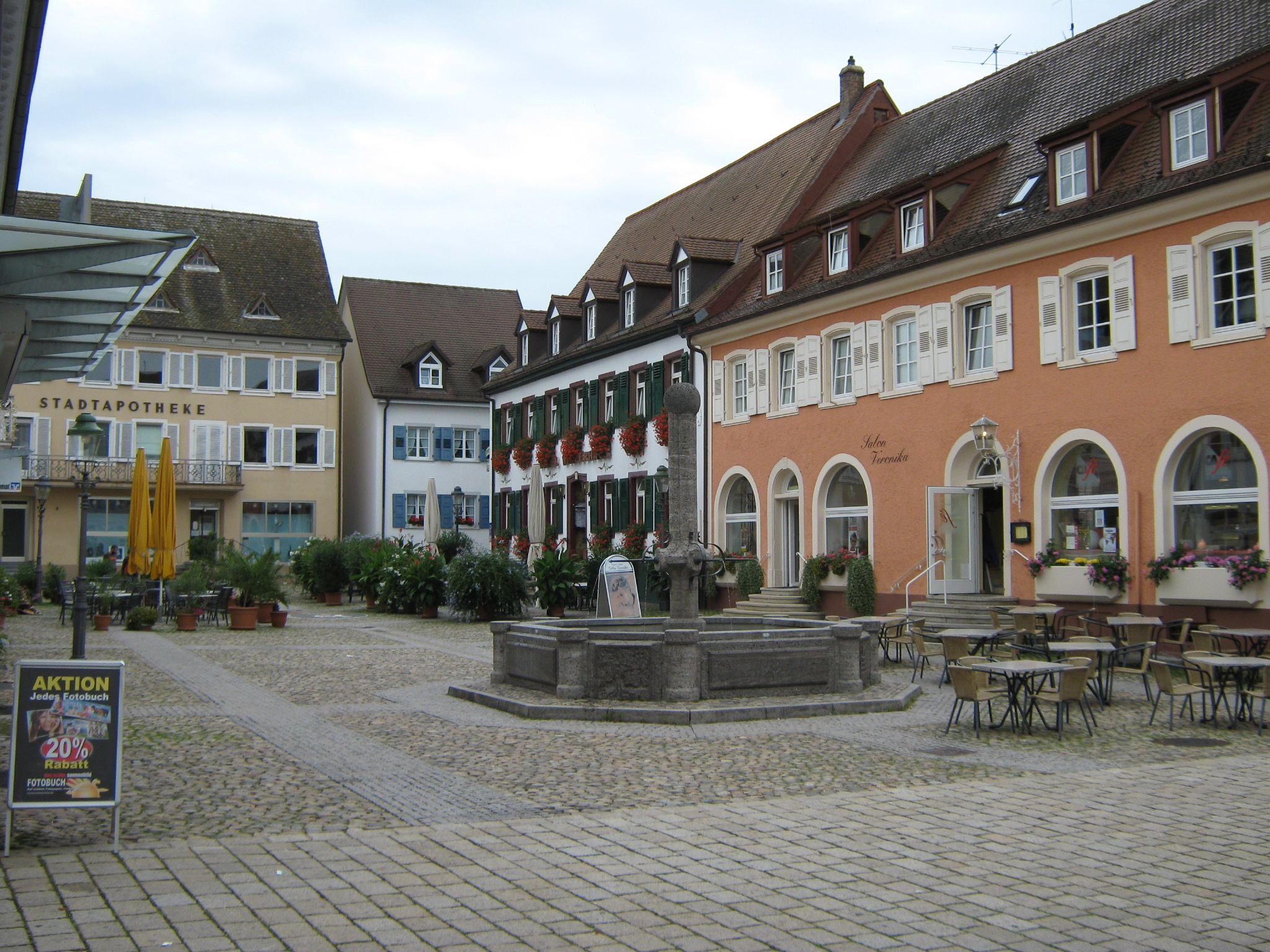
Marktplatz in der Stadtmitte

Müllheim im Markgräflerland (alemannisch Mille oder Mülle; bis Ende April 2023 Müllheim) ist eine Stadt im Markgräflerland im Landkreis Breisgau-Hochschwarzwald in Baden-Württemberg (Deutschland) – im Landesentwicklungsplan wird sie als „Mittelzentrum“ ausgewiesen.
Der Stadtname leitet sich vom althochdeutschen Mulinhaimo ab (nach althdt. Mulin, „Mühle“); er hat seinen Ursprung in der Vielzahl der Mühlen, die ab dem 6./7. Jhdt. entlang des die Stadt durchfließenden Klemmbachs standen: In einer Schenkungsurkunde des alemannischen Edelfreien Strachfrid an das Kloster St. Gallen wird es in dieser Form 757/758 zum ersten Mal urkundlich erwähnt.

## Geographie

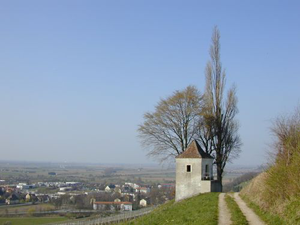
Jägerhäusle bei Müllheim: Blick von den Reben südöstlich oberhalb Müllheims auf die Stadt und die Rheinebene

### Lage
Die Stadt liegt zwischen Freiburg und Basel im Zentrum des Markgräflerlandes in der westlichen Vorbergzone des Oberrheingrabens am Südschwarzwald, einer Landschaft, die bereits zu römischer Zeit kultiviert wurde. Sie siedelten am Ufer des Klemmbachs an, kurz nach dem Übergang des Klemmbach- bzw. Weilertals in die Rheinebene unterhalb des Blauenmassivs.

### Nachbargemeinden
Nachbargemeinden von Müllheim sind Buggingen im Norden, Sulzburg und Münstertal/Schwarzwald im Nordosten, Badenweiler, Kleines Wiesental und Malsburg-Marzell im Südosten, Schliengen im Süden, Auggen im Südwesten sowie Neuenburg am Rhein im Westen.

### Ausdehnung
Das Stadtgebiet dehnt sich in Ost-West-Richtung auf 15 Kilometer aus, von Norden nach Süden sind es zehn Kilometer. Der am niedrigsten gelegene Teil der Gemarkung befindet sich bei 217,81 m Höhe über NN in der Rheinebene, der höchste Teil liegt mit 1220,49 m über NN am Köhlgarten an der östlichen Gemarkungsgrenze im südlichen Schwarzwald. Die Fläche der Gemeinde beträgt 57,90 km², davon sind 16 km² Wald und ca. 5 km² Reben, der Rest setzt sich aus Wiesenflächen, Obst-Anlagen, Feldern und Äckern, Industrie- und Gewerbegebieten sowie Wohnflächen zusammen.

### Stadtgliederung

#### Kernstadt

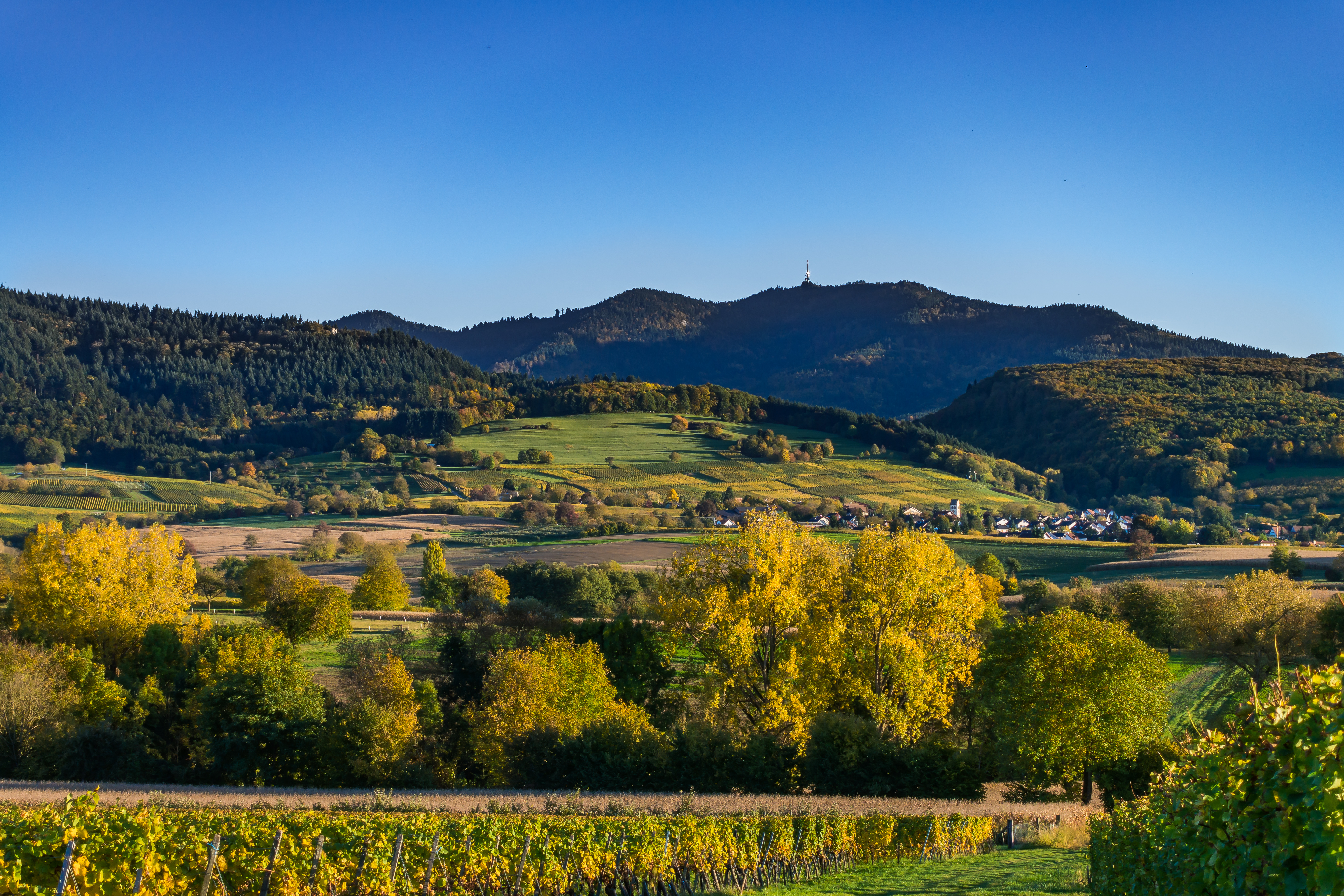
Blick auf Britzingen mit dem Blauen im Hintergrund

Zu Müllheim als Kernstadt gehört der Kernort Müllheim: Die Stadt Müllheim, das Gehöft Unter den Matten und die Wohnplätze Bahnstation Müllheim, Sirnitz und Ziegelhütte sowie das abgegangene Schloss Rosenburg. Die südlich der K 4946 gegenüber Müllheims Gewerbegebiet westlich B 3 zwischen Müllheim und Neuenburg gelegene (Karl) Richtberg-Siedlung befindet sich auf Auggener Gemarkung.

#### Eingemeindete Teilorte

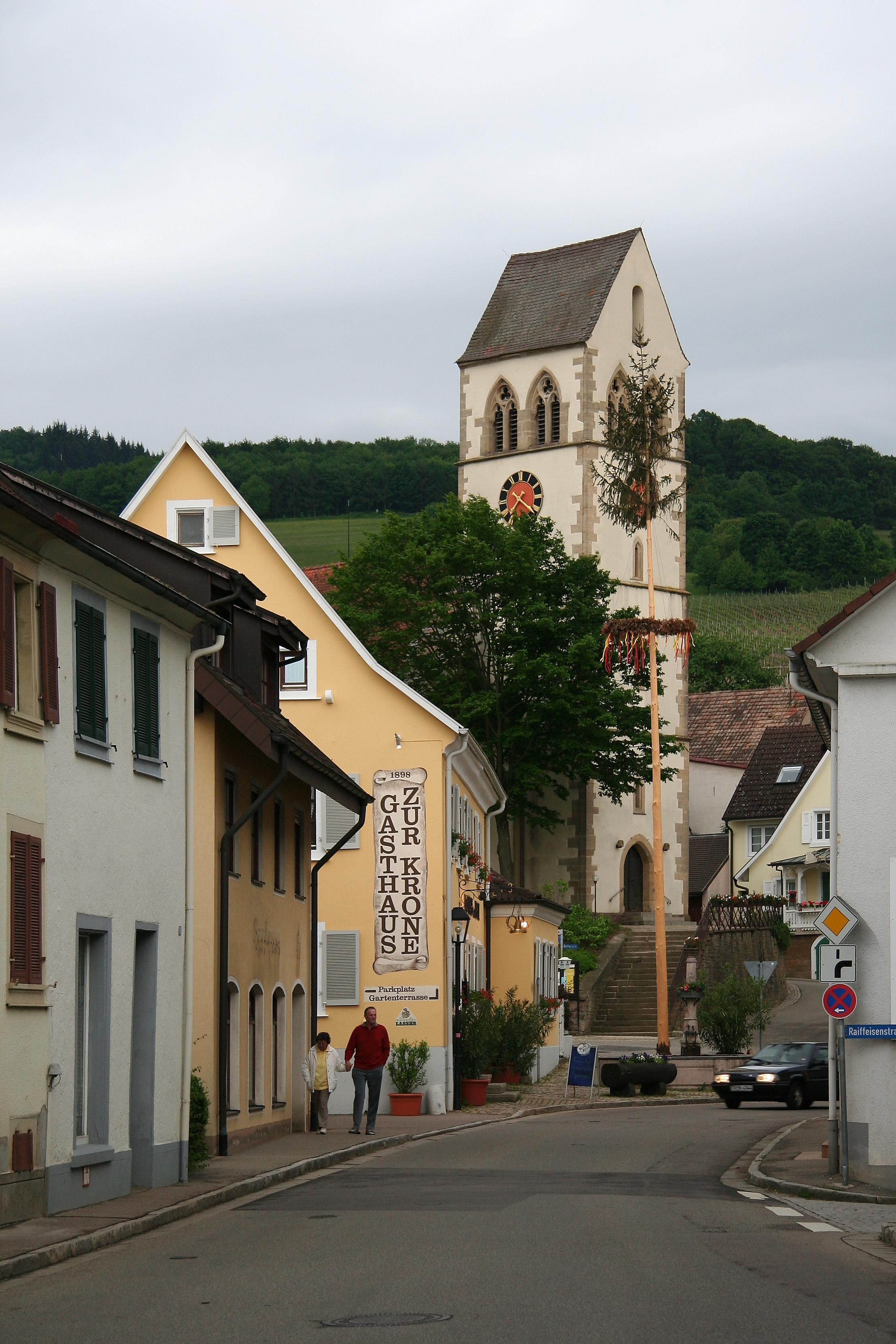
Kirche St. Johannes in Britzingen
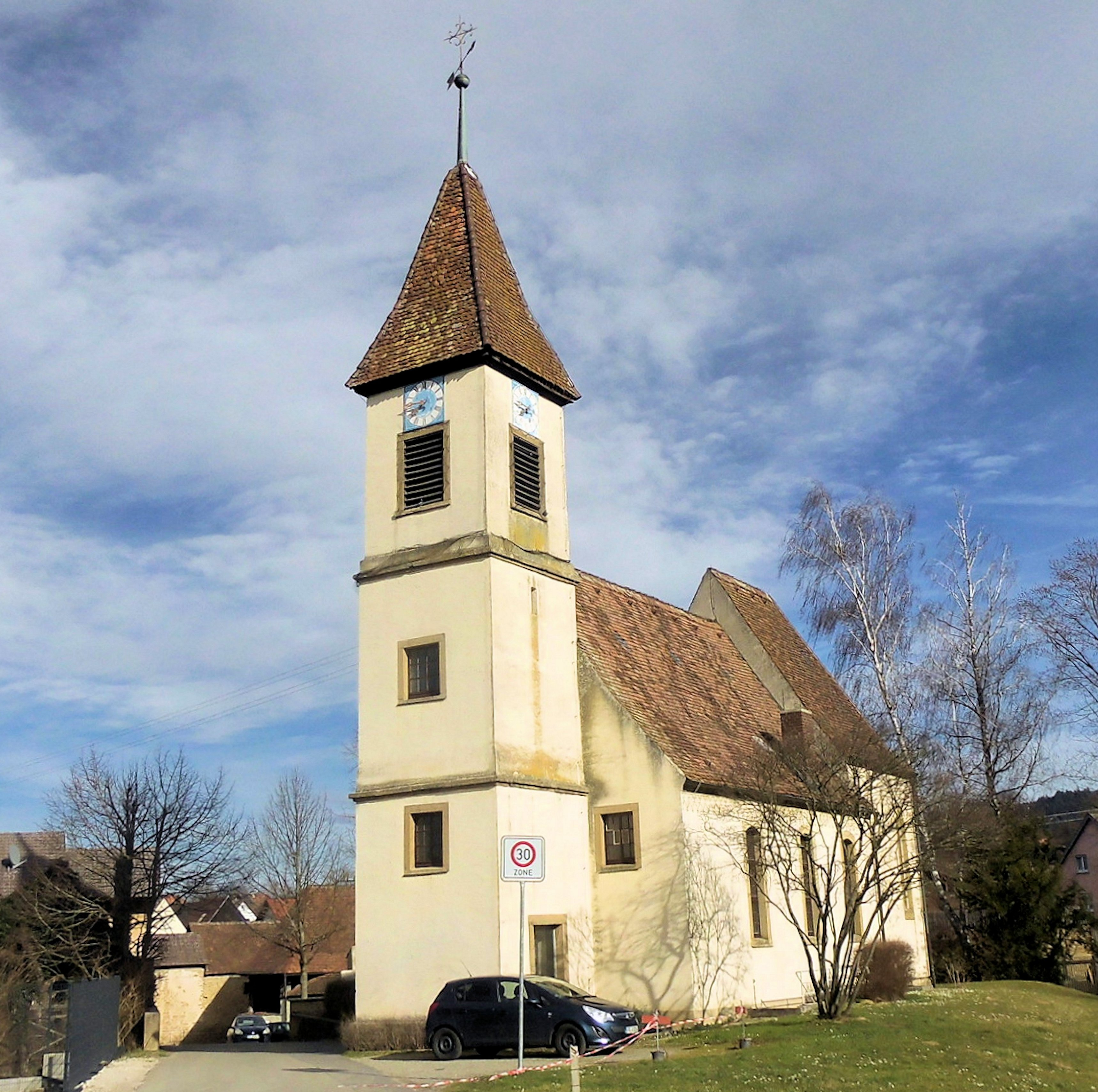
Kirche St. Jakobus Dattingen
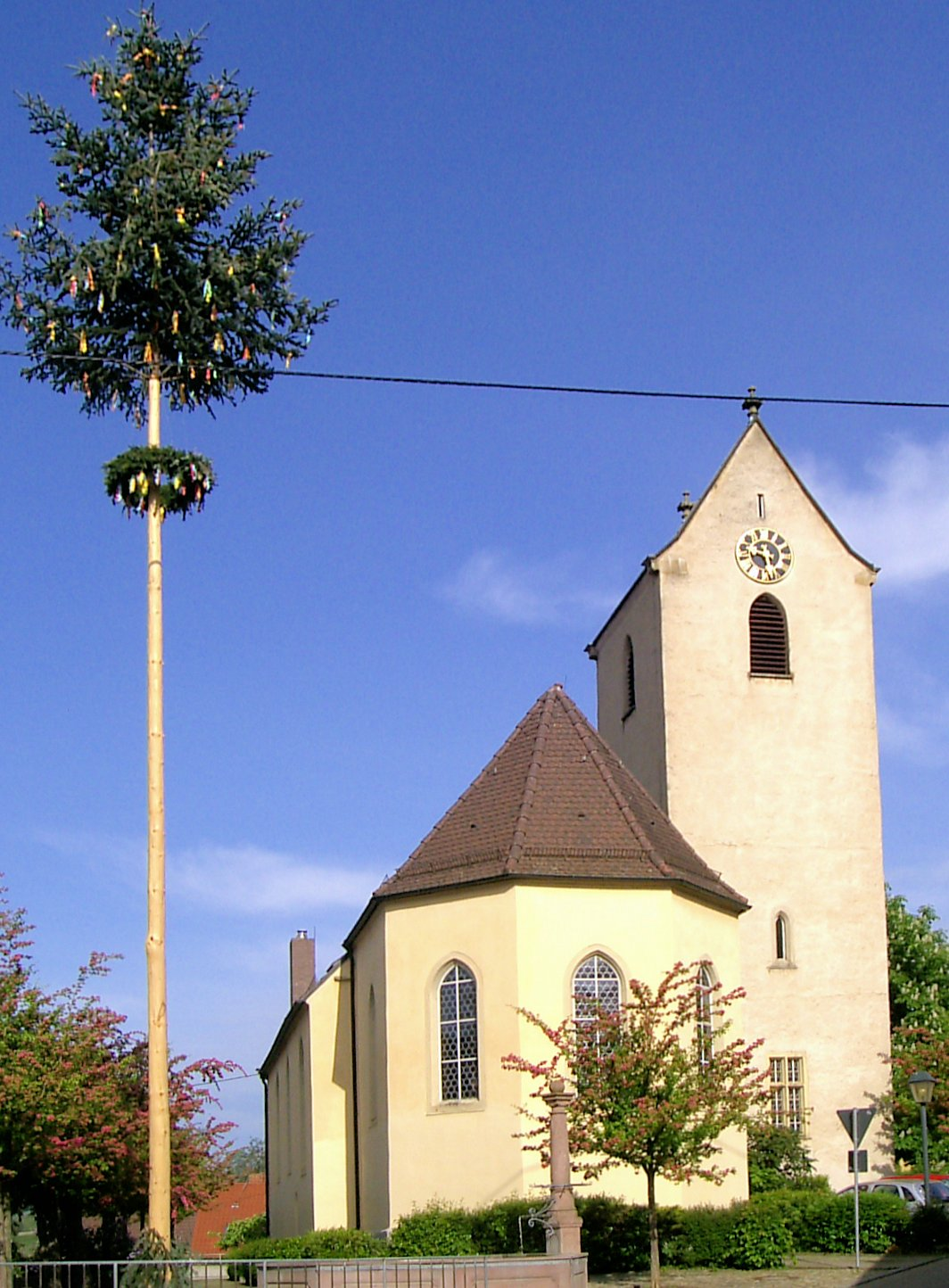
St. Ulrich im Ortsteil Feldberg
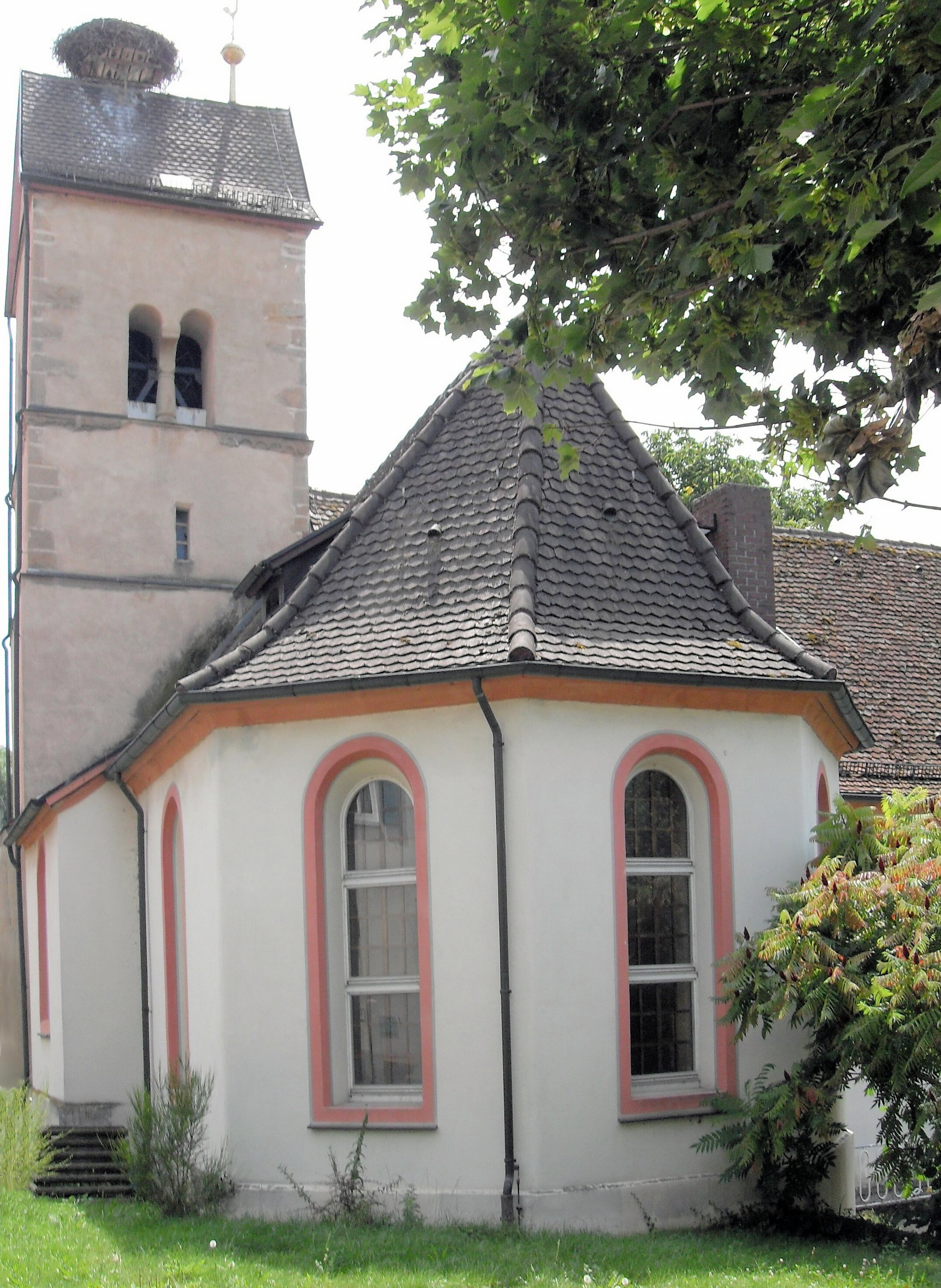
Evangelische Katharinenkirche Hügelheim
Kirche Vögisheim
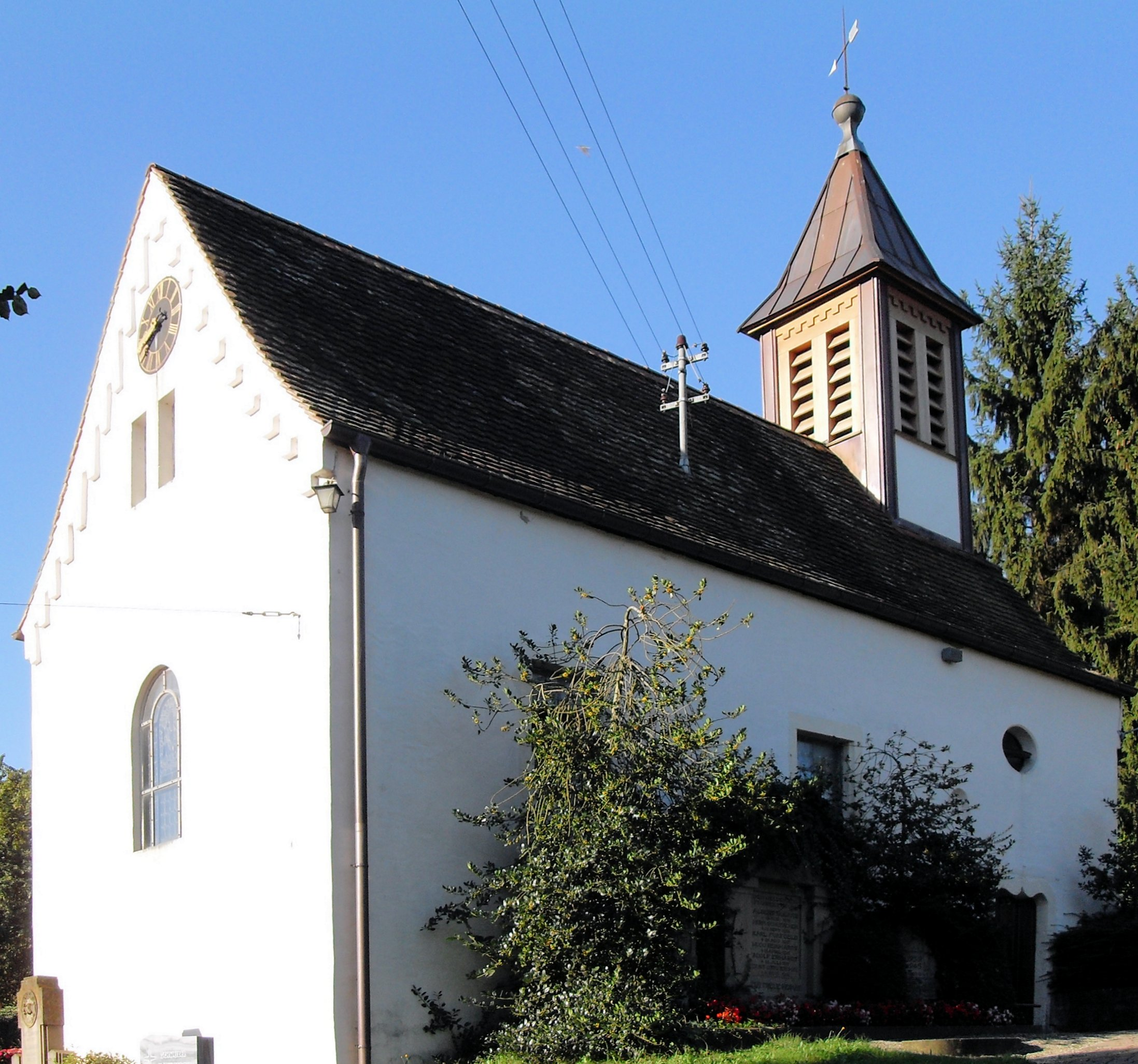
Evangelische Kirche Zunzingen

Als Ortschaften im Sinne der baden-württembergischen Gemeindeordnung mit jeweils eigenem Ortschaftsrat und Ortsvorstand gehören zur Stadt Müllheim die im Zuge der Gebietsreform in Baden-Württemberg der 1970er Jahre bis dato selbstständigen, dabei eingemeindeten Teilorte
- Britzingen (alem. Britzige) mit den Orten Dattingen (alem. Dattige); inklusive der abgegangenen Ortschaften Höfen und Höhingen sowie dem Ort Muggardt; außerdem der Weiler Güttigheim (alem. Güttige); sowie oberhalb Britzingens die abgegangene Burg Neuenfels
- das Dorf Feldberg und die Weiler Gennenbach und Rheintal
- die Gemeinde Hügelheim (alem. Hüegele) mit dem Wohnplatz Bahnstation Hügelheim; außerdem hier das abgegangene Wasserschloss mit Gutsbetrieb Mattenburg
- Niederweiler (alem. Niderwiiler)
- Vögisheim (alem. Veegise), Teilort mit einem Ortsbeauftragten
- Zunzingen (alem. Zunzige)

Das im Klemmbachtal oberhalb Niederweiler gelegene Dorf Oberweiler wurde im Zuge der Gemeindereform der Gemeinde Badenweiler zugeschlagen. Alle o. g. Orte gehörten bis zu dessen Auflösung am 1. Januar 1973 dem Landkreis Müllheim an.
| Wappen           | Ortsteil          | Einwohner (Stand: 30. September 2020) |
| ---------------- | ----------------- | ------------------------------------- |
| Müllheim (Baden) | Müllheim (gesamt) | 19.370                                |
|                  | Kernstadt         | 13.141                                |
| Britzingen       | Britzingen        | 01015                                 |
| Dattingen        | Dattingen         | 00.421                                |
| Feldberg         | Feldberg          | 00.601                                |
| Hügelheim        | Hügelheim         | 01442                                 |
| Niederweiler     | Niederweiler      | 01397                                 |
| Vögisheim        | Vögisheim         | 00.999                                |
| Zunzingen        | Zunzingen         | 00.284                                |

### Geologie
Müllheim liegt im Osten mit einem Teil im Schwarzwald, welcher den Rest eines alten Grundgebirges mit einem Gneissockel und Granitanteilen bildet. Nach Westen geht die Gemarkung in ein Hügelgelände mit fruchtbarem lösshaltigem Boden über. Die niedriger gelegenen Teile der Stadt liegen in der Rheinebene. Dort ist der Boden ebenfalls lösshaltig und wird weiter zum Rhein hin sand- und kieshaltiger. Geologisch ist dies der Überbleibsel eines Grabenbruchs und eines Schwemmlössgebiets eines Flusstals. Durch die geologische Aktivität bei der Entstehung des Grabenbruchs im oberen Rheintal und die damit verbundene im Boden noch vorhandene geothermische Aktivität sind im Markgräflerland mehrere Thermalquellen erschlossen, darunter die, welche das Müllheimer öffentliche Freibad speist, der Warmbach.

### Klima
Müllheim liegt klimatisch günstig im Markgräflerland mit immer wieder warmen Luftströmungen aus dem Südwesten (Burgundische Pforte); es ist gegen Osten durch den Schwarzwald abgeschirmt vom kälteren Kontinentalklima. Das milde Klima erlaubt unter anderem den Anbau von Rebsorten wie Gutedel und Burgunder.
|                        | Jan  | Feb  | Mär  | Apr  | Mai  | Jun  | Jul  | Aug  | Sep  | Okt  | Nov  | Dez |   |      |
| Mittl. Temperatur (°C) | 2,7  | 3,3  | 6,7  | 10,4 | 14,2 | 19,0 | 21,3 | 20,0 | 15,4 | 10,7 | 6,5  | 4,1 | ⌀ | 11,2 |
| Mittl. Tagesmax. (°C)  | 6,2  | 7,7  | 12,3 | 16,8 | 20,4 | 25,3 | 27,6 | 27,0 | 22,2 | 16,2 | 10,5 | 8,0 | ⌀ | 16,7 |
| Mittl. Tagesmin. (°C)  | −0,8 | −0,7 | 1,2  | 3,8  | 8,0  | 12,6 | 13,8 | 13,3 | 9,2  | 5,8  | 2,5  | 0,3 | ⌀ | 5,8  |
|                        |      |      |      |      |      |      |      |      |      |      |      |     |   |      |
| Niederschlag (mm)      | 61   | 46   | 40   | 71   | 96   | 105  | 88   | 86   | 49   | 54   | 54   | 42  | Σ | 792  |
|                        |      |      |      |      |      |      |      |      |      |      |      |     |   |      |
| Regentage (d)          | 17   | 14   | 14   | 14   | 16   | 13   | 11   | 12   | 10   | 12   | 13   | 14  | Σ | 160  |

| −0,8 |

| −0,7 |

| 1,2 |

| 3,8 |

| 8,0 |

| 12,6 |

| 13,8 |

| 13,3 |

| 9,2 |

| 5,8 |

| 2,5 |

| 0,3 |

| −0,8 |

| −0,7 |

| 1,2 |

| 3,8 |

| 8,0 |

| 12,6 |

| 13,8 |

| 13,3 |

| 9,2 |

| 5,8 |

| 2,5 |

| 0,3 |

## Geschichte
Nach klimatisch bedingter schwacher Besiedlung während der mittleren Bronzezeit fand ab 1200 v. Chr. eine weiträumige Besiedlung der Oberrheinebene und der Schwarzwald-Vorbergzone statt. Neben Zentren wie Breisach und Burkheim entstanden weilerartige Siedlungen. Zeitgleich fand ein tiefgreifender Wandel in der Verstorbenenkultur statt – Leichen wurden verbrannt und mit wenigen kleinen Grabbeigaben in Urnen bestattet. Hiervon stammt der Epochenname Urnenfelderzeit. 1954 wurden im Teilort Hügelheim zwei Urnengräber aus dieser Zeit freigelegt.

### Kelten
Das Gebiet war auch durch verschiedene keltische Stämme besiedelt.

### Römisches Reich
Eine Besiedlung während des Römischen Reichs ist durch Ausgrabungen beispielsweise unter der Martinskirche belegt; die Römer eroberten das Gebiet um 70 n. Chr. Danach wurde es unter Kaiser Titus Flavius Vespasianus weiter kultiviert – man wollte in den besetzten Gebieten gerne mit der von zu Hause aus gewohnten Kultur umgeben sein. Unter anderem wurde der Ort Aqua Villae (Badenweiler) wie eine kleine römische Provinzstadt angelegt. Nebenbei wurde die Reb- und Weinkultur eingeführt.
Die zuvor hier lebenden Kelten wurden assimiliert. Auf Hügeln wurden Siedlungen und Gehöfte, Villa Urbana errichtet. Im Römermuseum „Villa urbana“ in Heitersheim ist die Ausgrabung und Rekonstruktion einer solchen zu besichtigen.
Im Gebiet siedelten sich Soldaten, Offiziere, Beamte, Händler, Gutsherren und Veteranen an. Die Veteranen erhielten vom Senat oder Kaiser für ihre Dienste Grundstücke in den eroberten Gebieten. Damit wurde beabsichtigt, diese so schnell wie möglich zu romanisieren.
Die erhabene Hügellage wurde einerseits wegen der strategisch günstigen Lage mit Überblick über die Rheinebene gewählt, andererseits aus klimatischen und gesundheitlichen Aspekten. Das Oberrheintal war zu seiner Zeit eine ausgedehnte Fluss- und Überschwemmungsaue mit unzähligen Totarmen, Seen und Tümpeln, in deren stehendem Wasser mannigfaltige Insekten lebten und brüteten, die wie heute als Überträger von Krankheitserregern gefürchtet waren. Außerdem war das Klima besonders im Sommer in der Rheinebene schwülwarm.

### Alamannen
Ab 230 durchbrachen Stämme der Germanen den Limes. Die Alamannen eroberten das südliche rechtsrheinische Gebiet. Die Römer zogen sich auf das linksrheinische Ufer zurück, hinter den Donau-Iller-Rhein-Limes. Es wurden viele römische Bauten zerstört und gerieten in Vergessenheit. Die neuen Herrscher hielten zunächst nichts von der römischen Kultur. Die Gebäude wurden abgerissen und meist als Steinbruch verwendet. Später bauten die Alamannen Höhenburgen auf. Sie dienten zur Überwachung und zum Schutz des Gebietes. Später wurden Gutshöfe und eine Verwaltung nach römischem Vorbild aufgebaut. Nach 455 expandierten die Alamannen von hier aus über den Rhein in die benachbarte, noch römische Provinz Gallien. Von 496 bis 507 führten sie Krieg mit den Franken.
Zwischen dem 9. Oktober 804 und 8. Oktober 805 (im 37. Jahr des Königs Karl), wird durch eine Schenkung des Dithleich und seiner Gemahlin Wolfgart der Ort Müllheim (Mulinheim/Br.) in einer Urkunde im Lorscher Codex genannt.

### Franken und Merowinger
In der entscheidenden Niederlage der Alamannen bei Zülpich gegen den fränkischen König Chlodwig I., fiel das alamannische Gebiet an das Frankenreich der Merowinger. Fränkische Adlige übernahmen die Herrschaft über das Markgräflerland.
Aus der Merowingerzeit wurden bei Ausgrabungen Keramiken gefunden, auch sind mehrere Gräberfelder aus dieser Zeit im Stadtgebiet registriert.
Am 27. Oktober 758 schenkte der Franke Strachfried den Ort, genannt villa mulinhaimo (Müllheim) an das Kloster St. Gallen. Dies ist in der dortigen Schenkungsurkunde erwähnt. Zwischen 900 und 955 fielen die Ungarn mit Verwüstungen und Plünderungen in das Gebiet ein. Danach wurde das Gebiet von Gaugrafen verwaltet, welche der Kaiser einsetzte. Im Jahr 962 konfiszierte Kaiser Otto I. von Guntram, einem abtrünnigen Gaugrafen des Breisgaus, Gebiete im Markgräflerland. Der Kaiser vermachte sie an den Bischof Konrad aus Konstanz, einem Welfen. Dieser setzte für seine Güter einen Lehens-Meier ein. Dieser fungierte auch als Vogt für die Verwaltung.
Nach dem Tod Bischof Konrads 975 übernahmen die Dompröpste seine Gebiete. Sie wurden damals Dompropsteigüter genannt.

### Zähringer, Staufer, Rötteln und Sausenberg
Im 11. Jahrhundert eroberten die aus dem nördlichen Schwaben stammenden Herzöge von Zähringen viele Gebiete unter anderem auch im Markgräflerland. Der bekannteste unter ihnen war der von 1078 bis 1111 regierende Berthold II. von Zähringen. Von 1075 bis 1122 fand unter anderem der Investiturstreit statt. Weil die Zähringer auf der siegreichen päpstlichen Seite standen, kamen sie an viele klösterliche und weltliche Besitze der Verlierer in diesem Gebiet. 1112 wurde das „Geschlecht derer von Müllen“ (Müllenheim) in den Urkunden von St. Peter, dem Stammkloster der Zähringer erwähnt. Die Zähringer Herrschaft von Badenweiler, u. a. mit Müllheim und weiteren Orten wurde Mitgiftmasse; sie wurde 1147 als Mitgift für Prinzessin Clementine von Zähringen an Heinrich den Löwen, einen Welfen-Fürsten vermacht. Auf Drängen des Kaisers Friedrich I. Barbarossa musste Heinrich der Löwe 1157 diese Gebiete gegen Besitzungen im Harz tauschen. Damit kam die ehemals Zähringer Herrschaft Badenweiler in die Hände der Hohenstaufer. Diese schufen Verbindungen von hier aus zu ihren Besitzungen im benachbarten Elsass. Dieses gefiel den Zähringern nicht, sie gründeten daraufhin 1175 die Stadt Neuenburg am Rhein. Damit sicherten sie sich den Rheinübergang ins Elsass. Nun konnten sie von den fremden Benutzern Tribut verlangen. Nachdem die Zähringer ausgestorben waren, kam ihr hiesiger Besitz 1218 an die Grafen von Freiburg. Anfang des 13. Jahrhunderts wurde die Burg Neuenfels oberhalb von Britzingen als Stammsitz des Rittergeschlechts derer von Neuenfels, damals „de Nuwenfels“ erwähnt. 1238 wurde die Erngupfe als die oberste Wassermühle im Tal erwähnt; sie lag in der Nähe der heutigen restaurierten Frickmühle. Um 1256 wurde der Bau der Margarethenkapelle in Untermüllheim erwähnt. Die Martinskirche wurde auf den Fundamenten einer frühchristlichen Kirche und einer römischen Villa um 1266 erbaut. Nach dem Ende der Hohenstaufer in Deutschland kam deren Besitz Badenweiler, so auch Müllheim 1268 an die Grafen von Freiburg. Im Jahr 1272 starb Konrad I. ein Sohn Eginos I., Graf von Freiburg. Unter dem Nachfolger Konrads I., dem Grafen Egino II., wurde das Gebiet aufgeteilt. Heinrich, ein Sohn Eginos II. von Freiburg, erhielt die südlichen Gebiete mit der Herrschaft Badenweiler. Die Grafen von Freiburg starben 1303 ohne männliche Nachkommen aus. Ihr Gebiet ging an die Grafen von Strassberg. Diese hatten in diese Linie eingeheiratet und waren aus der Nähe des heutigen Neuenburg in der Schweiz. Durch diese kam der Sparren in das Wappen von Müllheim und vieler Orte unter deren Herrschaft. Seit 1307 übten die Herren von Neuenfels verschiedene Funktionen aus. Sie waren u. a. als Burgvögte unter der Herrschaft Badenweiler tätig. Daneben als Schultheißen von Neuenburg am Rhein und als Richter und Priester. Einer von ihnen war Landvogt auf der Burg Rötteln, ein anderer Abt von St. Trudpert, dem Kloster im Münstertal. 1363 übernahmen die Grafen von Fürstenberg bei Donaueschingen die Herrschaft über die Herrschaft Badenweiler von den inzwischen ausgestorbenen Grafen von Straßberg. Diese fiel aber nach kurzer Zeit wieder an die Grafen von Freiburg unter Egino III. zurück. Durch Schulden dieser Grafen wechselte der Besitz immer öfters, unter anderem auch für kurze Zeit an die Habsburger. Diese mussten den Besitz 1418 nach dem Konstanzer Konzil wieder an den Grafen Konrad III. von Freiburg zurückgeben. Die Nachfolger Konrads III. hatten den Besitz bis zu ihrem Aussterben 1444 inne.

### Markgrafschaft Baden

Karte des südlichen Teils der Markgrafschaft um 1556

Johann, der letzte der Grafen von Freiburg trat die Herrschaft Badenweiler 1444 an die Brüder Rudolf IV. und Hugo, den Markgrafen von Hachberg-Sausenberg ab. Durch den Zusammenschluss der Herrschaftsgebiete Rötteln, Sausenberg und Badenweiler ist am 8. September 1444 das Markgräflerland entstanden. 1490 schloss Markgraf Philipp von Hachberg-Sausenberg mit Markgraf Christoph I. von Baden einen Erbvertrag über den Verbleib des Markgräflerlandes nach dessen Tod. Nach dem Tod Philipps von Hachberg-Sausenberg 1503 kam das Markgräflerland unter Christoph I. von Baden an die Markgrafschaft Baden. Anfang des 16. Jahrhunderts schenkte Freifrau Elisabeth von Neuenfels dem Ort Britzingen aus dem Besitz ihres Stammhauses Neuenfels einen Eichenwald. Aus dessen Holz banden noch vor einigen Jahrzehnten die letzten Markgräfler Küfer ihre Fässer.
Die Bauernkriege wüteten 1525 in diesem Gebiet, dabei wurde auch das Markgräflerland nicht verschont. Nachdem die aufständischen Bauern den Krieg verloren hatten, musste jedes Haus in der Markgrafschaft 5 Gulden an den Markgrafen als Entschädigung entrichten. 1550 geschah ein schrecklicher Mord an der Familie des Ritters Christoph von Neuenfels und seinem Gesinde. Die gleichnamige Burg Neuenfels auf den Anhöhen Britzingens war seitdem nicht wieder bewohnt und verfiel. Am 1. Juni 1556 schloss sich der Markgraf und damit auch seine Untertanen der Reformation an. Das Markgräflerland bezeichnete schließlich alle rechtsrheinischen, protestantischen Ortschaften am Westhang des Schwarzwaldes zwischen Freiburg und Basel. Beim Zukauf der Gemarkung Gersbach (Schopfheim) vom katholischen Vorderösterreich musste die Bevölkerung daher zur evangelischen Konfession wechseln.
Von 1618 bis 1648 tobte der Dreißigjährige Krieg in diesem Gebiet. Es wurde abwechselnd von den schwedischen, den kaiserlichen, den französischen Truppen, verschiedenen Hilfsheeren und marodierenden Soldaten, plündernd und mordend durchzogen. Der Bevölkerungsverlust war enorm und wurde durch Zuzug von Einwanderern aus dem Gebiet der Eidgenossenschaft aufgefüllt. Um 1618 stand am Marktplatz eine Gemeindestube, welche man 1758 abriss. Danach war das heutige Hotel Stadthaus bis 1867 die Gemeindeverwaltung. Von 1672 bis 1679 war Holländischer Krieg. Es rückten französische Truppen ins Markgräflerland ein und forderten hohe Tribute an Futtermitteln und Geld. Dabei wurde am 8. Juni 1677 z. B. Seefelden, Ortsteil von Buggingen, ein Markgräfler Ort ausgeplündert. Während des Holländischen Krieges wurden 1678 die Burgen Rötteln, Sausenburg und Badenweiler durch die Armee des französischen Marschalls Crecque zerstört. Diese wurden danach nicht mehr aufgebaut.
Von 1689 bis 1697 war Pfälzischer Erbfolgekrieg. Es geschah dasselbe von den heranrückenden kaiserlichen Truppen, welche die Franzosen zurückwarfen. Danach kamen die zuvor französisch besetzten Gebiete wieder zurück an das Reich. 1698 erhielt der Ort das Marktrecht. Von 1701 bis 1714 war Spanischer Erbfolgekrieg. Das Markgräflerland wurde 1702 mit Plünderungen und Requirierungen durchzogen. Um 1718 wird der Bau des Badhauses bei der Sprengenmühle am Warmbach erwähnt. Seit 1720 hat Müllheim eine jüdische Gemeinde. 1727 wurde der Sitz der Markgrafen von Badenweiler nach Müllheim ins dortige, noch heute bestehende Amtshaus verlegt. Ober- und Untermüllheim wurden zusammengeschlossen. Von 1733 bis 1738 war Polnischer Thronfolgekrieg und von 1740 bis 1746 Österreichischer Erbfolgekrieg. Beide Kriege forderten Tribut während der erneuten französischen Besatzung. Wenn auch in geringerem Ausmaß in den Orten des Markgräflerlands. Von 1746 an waren das Markgräflerland und Müllheim ohne Besatzung und wurden wieder von Baden-Durlach und dessen Markgraf Karl-Friedrich regiert. 1754 wurde die Synagoge erbaut, und die Jüdische Gemeinde wurde vom Sulzburger Rabbinat betreut. Markgraf Karl-Friedrich schaffte 1783 in seinem Gebiet die Leibeigenschaft ab und förderte den Weinbau im Markgräflerland. Von 1791 bis 1815 fanden die Franzosenkriege statt. Napoléon I. eroberte die rechtsrheinischen Gebiete mit dem Markgräflerland und auch Müllheim. Während dieser Zeit wurden die vielen kleinen kirchlichen und weltlichen Besitzungen in diesem Gebiet aufgelöst und durch neue Staatsbildungen geschluckt.

### Großherzogtum Baden
1806 wurde das Markgräflerland und damit auch Müllheim Teil des Großherzogtums Baden und hatte von da an keine politische Bedeutung mehr, was der folgenden kulturellen und wirtschaftlichen Entwicklung aber keinen Abbruch tat: 1810 erhob der badische Großherzog Karl Friedrich den bisherigen Marktflecken zur Stadt. 1819 fanden im Großherzogtum die ersten Wahlen zu einem badischen Landtag, der Badischen Ständeversammlung statt; wahlberechtigt waren damals lediglich Männer ab 25 Jahren.
Im Februar 1850 wurde in Erfurt ein deutsches Parlament nach dem Dreiklassenwahlrecht gewählt; auch musste Müllheim erneut Männer für einen militärischen Einsatz stellen, dieses Mal für die badischen Regimenter auf Seiten der Bundesarmee und Österreichs; diese kämpften 1866 im Preußisch-Österreichischen Krieg. Nach dem Sieg der Preußen übernahm der Norddeutsche Bund die Führung in Deutschland.
1867 wurde ein neues Rathaus im florentinischen Renaissance-Baustil an der Werderstraße erbaut, in dem sich nach dem Zweiten Weltkrieg über viele Jahre das örtliche Grundbuchamt befand, später bis Ende 2023 das Büro des Vermessungsamts. 1868 konnten Müllheims männliche Einwohner an der Wahl zum Deutschen Zollparlament teilnehmen; sie stimmten wie die Bürger aus den anderen Orten mehrheitlich dafür, dass Baden dem Norddeutschen Bund beitreten sollte. So kam das Großherzogtum in diesem Jahr in diesen Bund, aus welchem nach dem im Jahr 1871 gewonnenen Deutsch-Französischen Krieg das Deutsche Reich unter Preußens Führung hervorging.

#### Badische Revolution 1848/49
„Müllheim war abwechselnd wichtiger Umschlagplatz für das fürstliche Militär und Hauptquartier für Tausende Revolutionäre“; beim ersten Aufstand im April 1848 unter Friedrich Hecker hat die Stadt eine Rolle als Militärstandort gespielt. Im Zug des am 26. September 1848 über das Gebiet verhängten Kriegsrechts musste auch Müllheim Männer für die Regierungstruppen stellen.
Unter der zentralen Forderung der Badischen Revolution von 1848/49 „Wohlstand, Bildung, Freiheit für alle!“ erhoben sich im Großherzogtum Baden unter Anderen Friedrich Hecker und Gustav Struve gegen die autoritäre Herrschaft; auf ihren Streifzügen spielte außer Mannheim, Karlsruhe, Heidelberg, Offenburg, Freiburg, Kandern und einigen anderen Orten auch Müllheim eine Rolle:
- Im „Amtshaus“ (heute Wilhelmstraße 14) trafen sich revolutionäre Kräfte, um ihre Forderungen zu formulieren und sich zu organisieren; teils befand hier sich das Hauptquartier von Gustav Struve und während der Revolution wurde auch das fürstliche Wappen über dem Portal abgeschlagen. Heute prangt hier das der Markgrafschaft Baden-Durlach.

- Im ehemaligen Gasthaus Löwen neben dem heutigen Markgräfler Museum Müllheim trafen sich Aufständische und Bürger.
- In der Martinskirche sammelten sich die die Aufstände unterstützenden Frauen; sie nähten hier z. B. Revolutionsfahnen – aus einer davon soll 1850 die Fahne der Müllheimer Feuerwache gemacht worden sein.[11]
- Auf dem Balkon des „Stadthauses“ am zentralen Marktplatz (bis 1867 Sitz der Gemeindeverwaltung, bis 2024 Hotel und Gasthaus) proklamierte am 23. September 1848 Gustav Struve vom südlicher gelegenen Lörrach gekommen wie dort schon am 21. September erneut die „Deutsche Republik“.
- In der „Alten School“ über dem Klemmbach, früher Gemeindestube und Schlachthaus, später u. a. Ort der ersten Gewerbeschule Müllheim, sollte ein Standgericht gegen Struve stattfinden – während der Rechtsanwalt sich hier herausargumentieren konnte bzw. das Standgericht sich wegen der vor Verhängung des Kriegsrechts erfolgten Verhaftung als nicht zuständig erklärte,[13] schlugen großherzogliche Soldaten ihn und seine Freischärleren am 24. September 1848 beim benachbarten Staufen im Breisgau; Struve wurde nach Freiburg verbracht.[14]

### Deutsches Reich

A. Borsig, Berlin: 1898 für Müllheim-Badenweiler Eisenbahn gebaute 2x2/2 Verbund-Tender-Lokomotive für 1-m-Spurweite

Zwischen 1871 und 1945 gehörte Müllheim zu diesem ehemaligen deutschen Nationalstaat:
- 1872 fand zum ersten Mal der „Müllheimer Weinmarkt“ statt, ältester badischer Weinmarkt und Spezialmarkt für Markgräfler Weine
- 1876 wurde die evangelische Stadtkirche im Neugotischen Baustil erbaut; 1878 die katholische Herz-Jesu-Kirche im neuromanischen
- 1893 wurde das Thermalfreibad am Warmbach bei der ehemaligen Sprengenmühle und dem alten Badhaus errichtet; aus ihm ist mittlerweile das städtische Freibad geworden
- Am 15. Februar 1896 fuhr erstmals das „Müllemer Bähnle“ (-> Müllheim-Badenweiler Eisenbahn) vom ehemaligen Müllheimer Bahnhof nach Badenweiler: Bis 1914 wurde es mit einer Dampflok gezogen, danach bis zum Ende der Bahn am 21. Mai 1955 mit einer Elektrolok
- 1906 wurde Müllheim Garnisonsstadt: Es wurden eine Artillerie- und eine Infanterie-Kaserne gebaut, nachdem die Pläne für eine Festung aus Kostengründen fallengelassen worden waren. Von 1914 bis 1918 mussten auch Müllheimer Männer in den Ersten Weltkrieg ziehen und die Stadt hatte zudem kriegswichtige Güter abzuliefern und Dinge des täglichen Lebens wurden rationiert

### Republik Baden
Zwischen 1918 und 1945 bestand die „Republik Baden“ territorial identisch mit dem zuvor Großherzogtum Baden genannten deutschen Bundesstaat als Land des Deutschen Reichs während der Weimarer Republik und der Zeit des Nationalsozialismus.

### Weimarer Republik
1919 entstand mit dem Ende der Monarchie in Deutschland die Weimarer Republik.
Nach dem Ersten Weltkrieg lag die Stadt in der entmilitarisierten Zone entlang des Rheins, die Kasernengebäude wurden einer zivilen Nutzung überlassen. Wie überall herrschten auch hier während der Inflation und später während der Weltwirtschaftskrise Mangel und Hunger.

### Nationalsozialismus
„Müllheim entwickelte sich schon früh zu einer regelrechten Nazi-Hochburg“ mit entsprechenden Folgen für die damaligen jüdischen Mitbürger und den mit ihnen Solidarischen: Bei der Reichstagswahl am 31. Juli 1932 konnte die NSDAP in Müllheim bereits 48 % Stimmanteil gewinnen gegenüber durchschnittlich knapp 37 in der damaligen Republik Baden und knapp über 37 % im ganzen Land.
Ab 1933 war Müllheim Teil des Deutschen Reichs – am 17. Juni 1933 wurden auch hier wenige Monate nach der Machtergreifung Hitlers Bücher „gegen den undeutschen Geist“ verbrannt: an einem Samstagabend auf dem „Sportplatz bei der ehemaligen Artillerie-Kaserne“ (vermutlich heutiger Zirkusplatz): Beim eifrigen Einsammeln von „undeutschen Druckerzeugnissen“ in Müllheim und Badenweiler in den Tagen zuvor durch „Hitlerjugend“ und „Deutsches Jungvolk“ war ein „stattlicher Haufen zusammengekommen“; ein Lehrer aus Badenweiler sprach den „Richt-“ bzw. „Feuerspruch“.
1935 wurde die entmilitarisierte Zone am Rhein von der Wehrmacht besetzt – sie machte Müllheim erneut zum Garnisonsstandort und baute eine neue Kaserne am Nordwesteck der Stadt, die nach Georg Teschner benannt wurde. Als 1938 die Errichtung des Westwalls begann, wurden auch Männer aus Müllheim zum Bau verpflichtet.

#### Zweiter Weltkrieg
Mitte August 1939 rücken Soldaten aus der Müllheimer Garnison in am Rhein errichtete Westwall-Bunker ein. Ende August erhielten viele Bürger einen Gestellungsbefehl. Am 27. August marschiert aus dem nordöstlich benachbarten Sulzburg her die „Landwehr“ durch Müllheim.
Nach dem mit dem Überfall auf Polen am 1. September 1939 beginnenden Zweiten Weltkrieg und der Kriegserklärung Frankreichs und Großbritanniens an Deutschland wurde vom Rhein her zur Grenze nach Frankreich eine „Rote Zone“ definiert und geräumt. Mit Flüchtlingen gefüllte Züge fuhren in Richtung Bodensee. Es folgten unter anderem Bomben- und Tieffliegerangriffe auf die Stadt. Mit dem Beginn des Westfeldzuges und dem darauffolgenden Beschuss französischer Artillerie aus dem westlich des Rheins benachbarten Elsass wurde die Region zum Kampfgebiet.
Die Novemberpogrome 1938 waren in Müllheim besonders grausam. Nachdem die Überlebenden geflohen waren, lebten zum Zeitpunkt der „Wagner-Bürckel-Aktion“ am 22. Oktober 1940 keine Juden mehr in der Stadt.
Im Jahr 1944 verschärfte sich im Zuge Hitlers Ausrufung des „Totalen Krieges“ die Situation in der Stadt. Alle Männer im Alter von 16 bis 65 Jahren wurden zur Wehrmacht einberufen, alle Frauen von 17 bis 50 Jahren wurden zu „kriegswichtigen Diensten“ (z. B. Schanzarbeiten beim elsässischen Bantzenheim, später bei Neuenburg am Rhein, Auggen und Vögisheim) eingeteilt. Ende November wurde Müllheim über mehrere Tage von französischer Artillerie beschossen und die Bevölkerung zunächst ins Klemmbachtal und die Umgegend sowie an den Bodensee evakuiert.
Anfang März 1945 wurden alle örtlichen Behördenstellen nach Badenweiler verlegt. Der Bahnhof wurde noch am 22. April bombardiert. Am 23. April 1945 beschoss die Artillerie der Wehrmacht auf ihrem Rückzug die Stadt. Erneut wurden mehrere Häuser beschädigt, Menschen getötet und verletzt. Gegen Abend übergab der stellvertretende Bürgermeister H. Ruprecht die Stadt zur Vermeidung weiterer Schäden kampflos. Mit dem Einmarsch des französischen 23. Kolonial-Infanterieregiments unter Colonel Landouzi ging der Zweite Weltkrieg zu Ende. Insgesamt wurden 247 Menschen als Gefallene, Vermisste oder „Ziviltote“ registriert.

#### Zwangsarbeit
Im Bereich Müllheim wurden während des Zweiten Weltkriegs ca. 780 Zivilpersonen verschiedener Nationen zur Zwangsarbeit verschleppt und gezwungen; so hat es vor Ort z. B. in der geschändeten jüdischen Synagoge und bei einem Bauunternehmen Russenlager gegeben und eine Akte Auflistung der mit russischen Gefangenen zum Arbeitseinsatz ausgestatteten Firmen im Landkreis Müllheim/1942-1944 im Staatsarchiv Freiburg listet für November 1942 bis November 1944 rund 320 Einsätze von 930 russischen Zwangsarbeitern. Auf dem jüdischen Friedhof Müllheim wurden zunächst einige davon anonym beerdigt, auf Anordnung der französischen Militärregierung wurden diese Opfer 1950 exhumiert und auf einem Ehrenfeld auf dem Hauptfriedhof Friedrichshafen namentlich bestattet.
Julian Garlewicz
Auf dem heutigen Zentralfriedhof der Stadt im Teilort Niederweiler findet sich an der Nordostmauer des alten Dorffriedhofs oberhalb einiger Kindergräber eine Gedenktafel, welche an die Ermordung des polnischen Zwangsarbeiters Julian Garlewicz am 13. November 1942 erinnert: Er wurde im Alter von 27 Jahren in einem Steinbruch am südlichen Rand Niederweilers ohne ordentliches Gerichtsverfahren und relevante Anklage gehängt.

### Französisches Verwaltungsgebiet
Im von ihnen befreiten Gebiet bildeten die Franzosen eine Besatzungszone mit Hauptsitz in Karlsruhe, dieser wurde später nach Freiburg verlegt. Von dort aus wurden die neue Regierung und das Bundesland Baden gebildet.
Vor Ort besetzte die französische Armee die Georg-Teschner-Kaserne (von nun an Quartier Turenne nach dem französischen Heerführer und Marschall von Frankreich Henri de La Tour d’Auvergne, vicomte de Turenne, 1611–1675) und die anderen bislang von der Wehrmacht genutzten Gebäude; die Kaserne wurde 1993 Sitz des Brigadestabs und eines deutsch-französischen Versorgungsbataillons der Deutsch-Französischen Brigade und in Robert-Schuman-Kaserne umbenannt.

### Bundesrepublik Deutschland
1949 wurde Müllheim Teil der neu gegründeten Bundesrepublik Deutschland; 1953 wurde aus den seit dem Ende des Zweiten Weltkriegs bis dahin französisch verwalteten Gebieten Baden und Württemberg-Hohenzollern mit dem amerikanisch verwalteten Gebiet Württemberg-Baden das neue Bundesland Baden-Württemberg gegründet. Nach der Kreisreform 1973 kamen der nördliche Teil des Kreises Müllheim und die Stadt zum neu gegründeten Landkreis Breisgau-Hochschwarzwald, die südlichen Gemeinden kamen zum Landkreis Lörrach. In diesem Jahr zog auch die Stadtverwaltung aus dem Blankenhorn-Palais am Marktplatz in das neue Gebäude des Landratsamts um, und es wurde das neue Kreiskrankenhaus eröffnet.
Bis zum 1. Januar 1973 war Müllheim Sitz des gleichnamigen Landkreises, der im Zuge der Kommunalreform aufgelöst wurde. 1974 wurde der Gemeindeverwaltungsverband Müllheim-Badenweiler gegründet, der Aufgaben der Unteren Verwaltungsbehörde wahrnimmt. Mitglieder sind hier außer Müllheim und Badenweiler die Gemeinden Sulzburg, Auggen und Buggingen.
Seit dem 27. April 2023 heißt die Stadt „Müllheim im Markgräflerland“: Durch die Namenserweiterung sollen Verwechslungen gemindert, die Identität gestärkt und das Marketing-Profil geschärft werden.

### Religionen

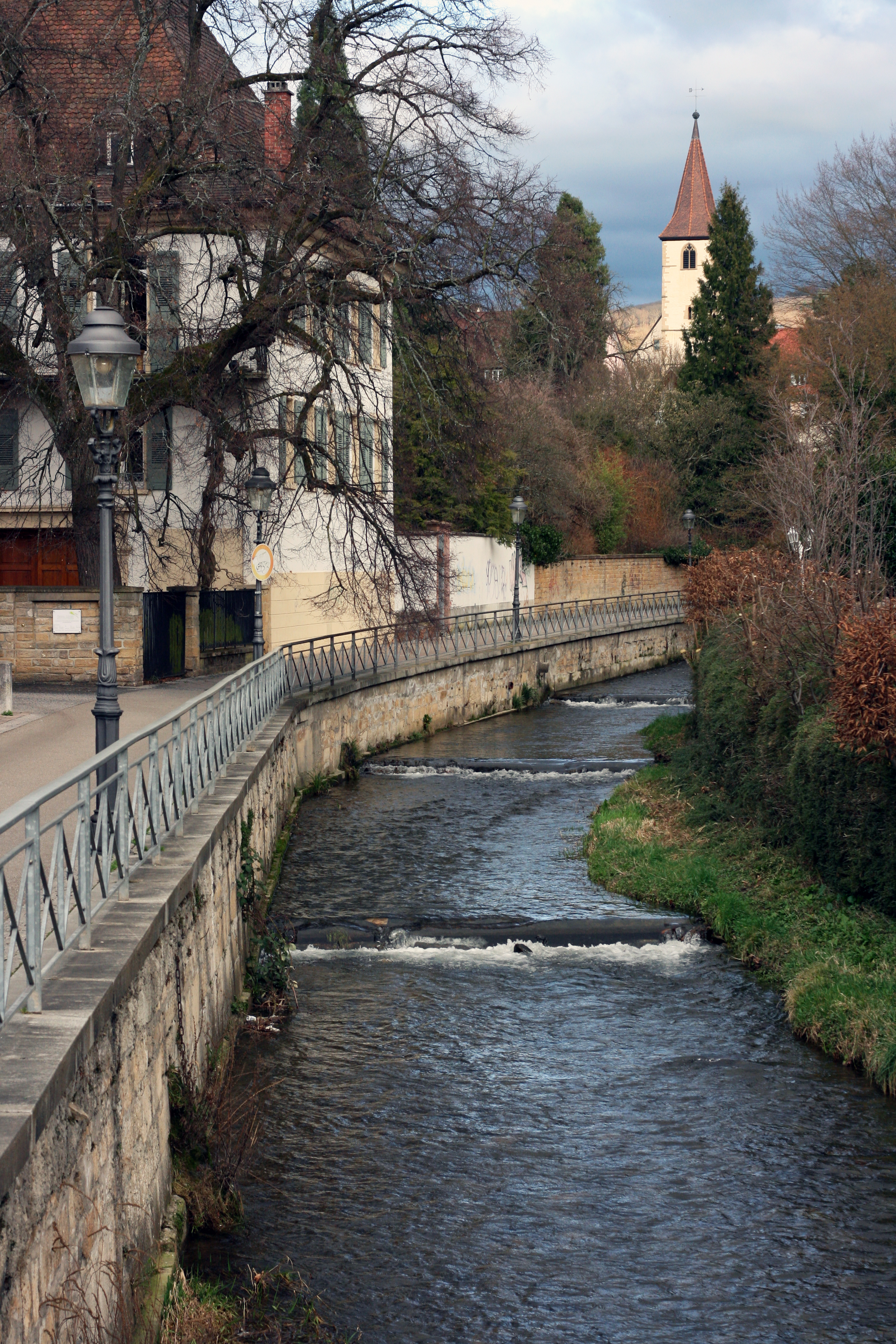
Blick von der Brücke über die Hauptstrasse auf den Klemmbach gen Osten, links die Krafftgasse, im Hintergrund die profanierte Martinskirche

#### Konfessionsstatistik
Gemäß Zensus 2011 waren 42,4 % der Einwohner evangelisch, 25,0 % römisch-katholisch und 32,6 % konfessionslos, gehörten einer anderen Glaubensgemeinschaft an oder machten keine Angabe. Mit Stand Juli 2020 waren von den 19.387 Einwohnern 34,3 % (6647) evangelisch, 22,3 % (4320) katholisch und 43,4 % (8420) gehörten einer anderen Glaubensgemeinschaft an oder waren konfessionslos. Die Zahl der Protestanten und Katholiken ist demnach im beobachteten Zeitraum gesunken, während der Anteil der Sonstigen zunahm.

#### Christentum
Während das ehemalige Baden überwiegend katholisch geprägt war (siehe Konfessionszugehörigkeit in Baden im 19. Jahrhundert), gehörte Müllheim wie die anderen größeren Städte außer Freiburg zu den sechs badischen Amtsbezirken, die in der Mehrheit ihrer Bevölkerung evangelisch waren.
In der Stadt befanden sich ein evangelisches und ein katholisches Gotteshaus sowie Kirchen bzw. Versammlungsräume der Christengemeinschaft, der Freien Christengemeinde (evangelische Freikirche), einer freien evangelischen Gemeinde sowie der Zeugen Jehovas.

#### Ehemalige jüdische Gemeinde
1716 ließen sich die ersten jüdischen Familien als „Schutzjuden“ des Markgrafen Karl Wilhelm von Baden-Durlach in Müllheim nieder. Die nach 1729 in den „Mühlenmatten“ gebaute „Mikwe“ (heute Hauptstraße 94) wurde 1871 als „Frauenbad“ neu errichtet; ein Unterrichtsraum für eine jüdische Schule („Cheder“) sowie eine erste „Betstube“ befand sich im Haus einer Familie Zivi in der heutigen Hauptstraße 115.
Wirtschaftliche Grundlage der meisten jüdischen Familien Müllheims war der Viehhandel. 1809 war das „badische Judenedikt“ erlassen worden; 1871 hatten jüdische Mitbürger einen Anteil von 12,8 % an der Müllheimer Bevölkerung; 1865 zählte man 422 Menschen zur jüdischen Gemeinde hier, das entsprach fast 15 % der lokalen Bevölkerung. Mit der 1862 gewährten vollständigen „Gleichstellung“ sowie der damit einhergehenden Niederlassungs- und Reisefreiheit reduzierte sich ihre Zahl durch Wegzug („Landflucht“) vor allem in benachbarte Städte wie Freiburg im Breisgau, Basel und Zürich von 422 (1864) auf 209 (1905), einen Anteil von 6,6 %. Nach Berthold Rosenthal grassierte seit den 1880er Jahren in den fast rein evangelischen Gemeinden Bretten, Heidelberg, Karlsruhe und Müllheim zusätzlich der Antisemitismus.
Im September 1933 setzten auch in Müllheim massive antisemitische Aktivitäten der Nationalsozialisten ein, die auch hier in die Novemberpogrome 1938 mündeten; 1941 wurde die israelitische Gemeinde Müllheims aufgelöst.

##### Alte Synagoge

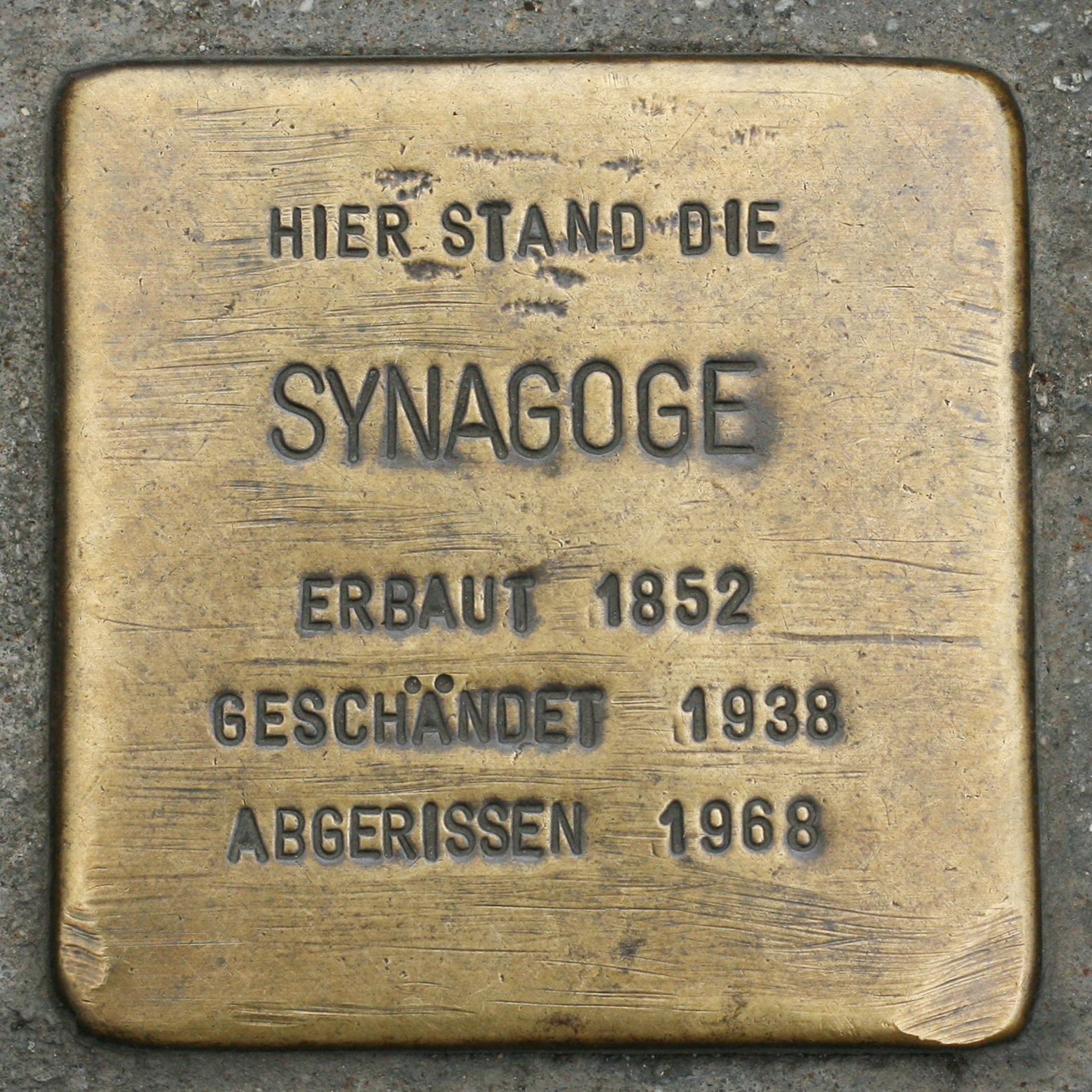
Stolperstein für die ehemalige Synagoge Müllheims

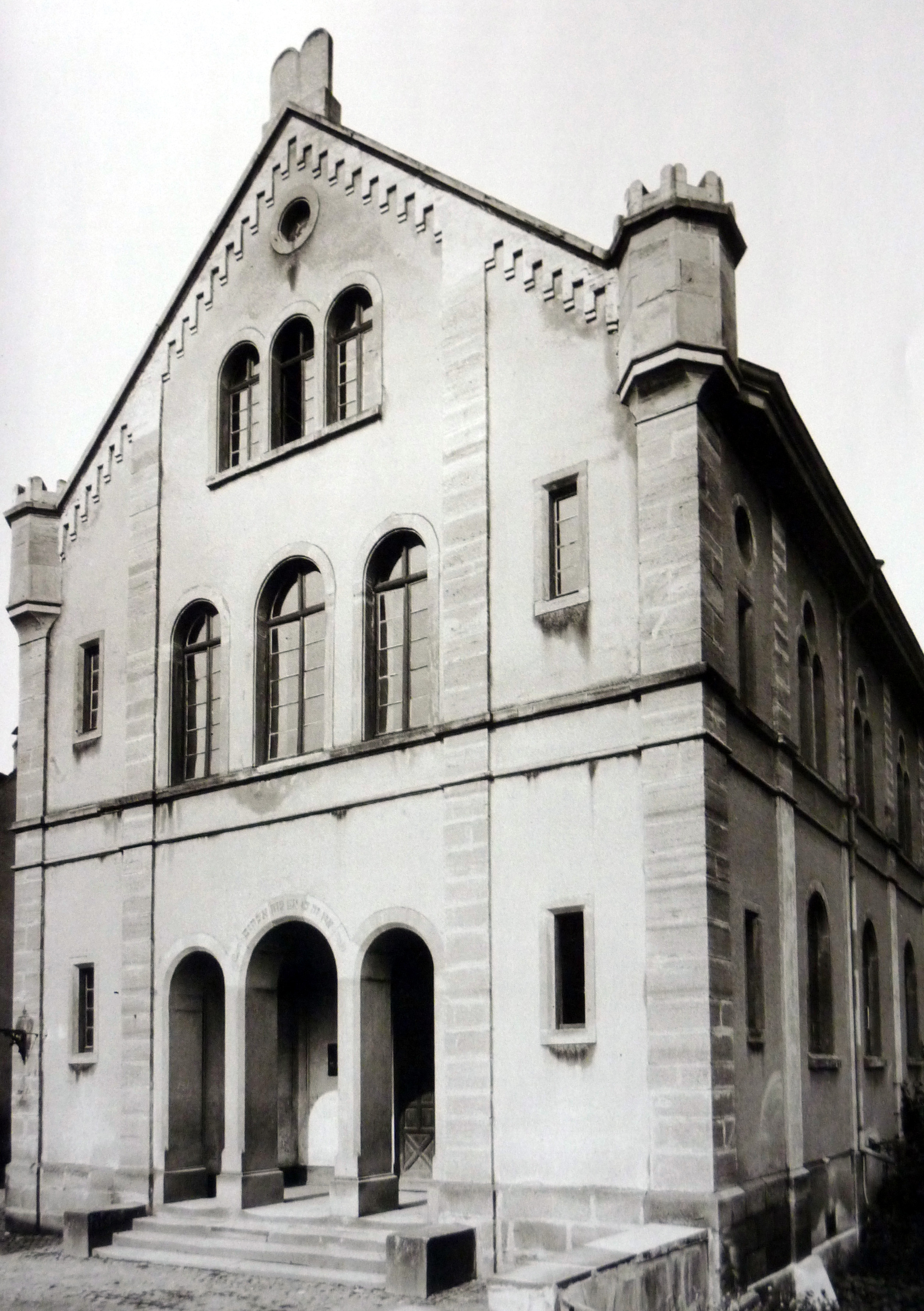
Die alte Synagoge Müllheims ca. 1895

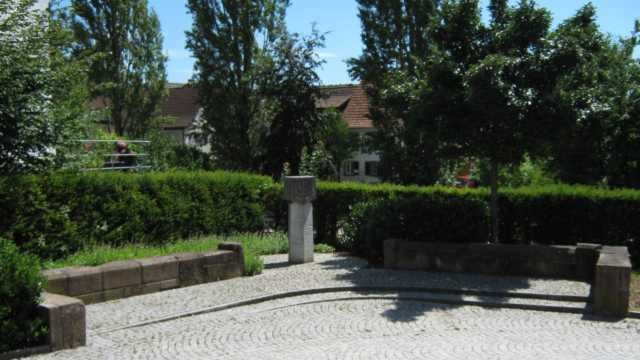
Mahnmal in Form zweier Mäuerchen aus Steinen der ehemaligen Synagoge mit Gedenkstele in Form eines stilisierten siebenarmigen Leuchters (Menora), Juli 2011

Im Dezember 1753 wurde bei der damaligen markgräflichen Regierung in Karlsruhe um die Erlaubnis zur Errichtung einer Synagoge anstelle des bisher in einem Privathaus geführten Bethauses gebeten, Anfang 1754 erfolgte die Genehmigung für einen Anbau an das Privathaus in der Hauptstraße 115. Im Juni 1798 konnte im Grien (an der Dorf-Straß, ebenfalls heutige Hauptstraße) ein Grundstück für einen Neubau erworben werden – für 1650 Gulden, 1852 wurde für 12.000 Gulden hier ein weiterer, stattlicherer Neubau errichtet. Die Inschrift über dem Eingang lautete (übersetzt aus dem Hebräischen): Hier ist nichts anderes als Gottes Haus.
Auch dieses Gebäude wurde wie viele andere Synagogen in Deutschland nach der Reichspogromnacht am 9. November 1938 von einem nationalsozialistisch aufgehetzten Mob angegriffen: Am 10. November wurde die Inneneinrichtung nach telefonischen Anweisungen der Gauleitung an die örtliche NS-Kreisleitung komplett zerstört, die Synagoge jedoch aus Furcht um die umliegenden Gebäude nicht angezündet. Auf dem jüdischen Friedhof wurden massive Grabsteine umgestürzt. Am Tag zuvor waren bereits im Rahmen des vom örtlichen NSDAP-Kreisleiter Grüner angeordneten „Judenschrecks“ die Geschäfte und Wohnungen der schätzungsweise noch 42 in der Stadt wohnenden jüdischen Familien angegriffen worden; am 10. November wurden sie fast sämtlich zerstört, ihre Besitzer und Bewohner inhaftiert und im Oktober 1940 im Rahmen der Wagner-Bürckel-Aktion deportiert. Hintergrund war die Ermordung des deutschen Botschaftsrats Ernst Eduard vom Rath durch Herschel Grynszpan am 7. November 1938 in Paris mit den daraufhin von den Nationalsozialisten in Berlin angeordneten deutschlandweiten Vergeltungsaktionen.
Nach der Auflösung der örtlichen israelitischen Gemeinde erwarb die Stadt die Reste ihrer Synagoge und den jüdischen Friedhof für 1300 Reichsmark (bezogen auf das Jahr 2015 umgerechnet ca. 5.082 Euro).

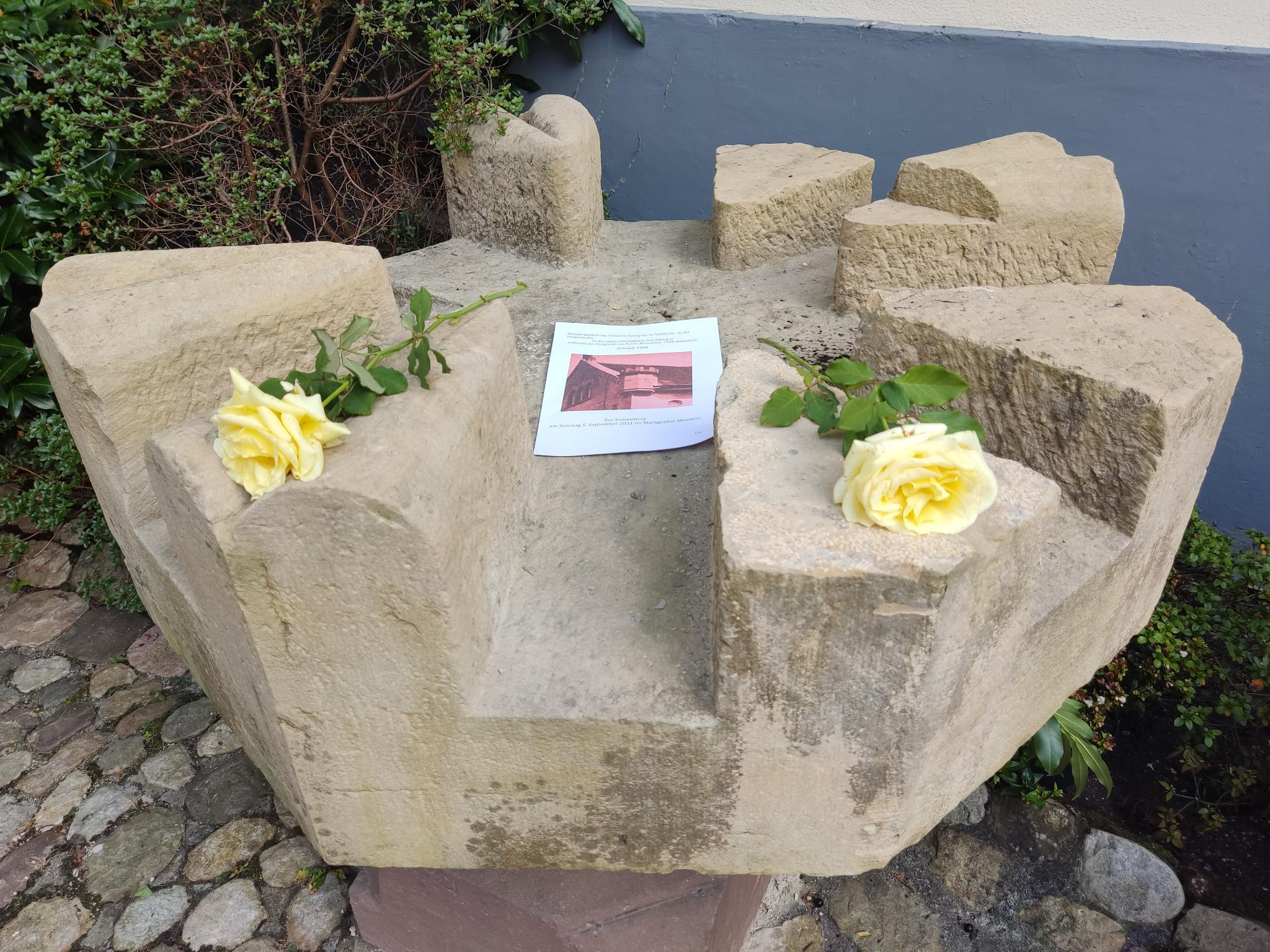
Eines der beiden „Krönchen“ vom Giebel der ehemaligen Synagoge im Innenhof des Markgräfler Museums Müllheim (5. September 2021)

An das Gotteshaus erinnert heute an seinem ehemaligen Standort eine Gedenkstele in einer Ecke des hier errichteten Parkplatzes: 1968 wurde das sich im Besitz der Stadt befindende verbliebene Gebäude nach einem Gemeinderatsbeschluss ohne Einwand des Oberrates der Israeliten Badens vollständig abgerissen und 1973 an seiner Stelle aus mit beim Bau des Parkplatzes gefundenen Mauersteinen der Synagoge das Mahnmal für die ehemaligen jüdischen Mitbürger Müllheims errichtet.
Am Europäischen Tag der jüdischen Kultur 2021 konnte Anfang September das zweite „Krönchen“ aus der Giebelfassade der abgerissenen Synagoge im Innenhof des Markgräfler Museums Müllheim wieder öffentlich präsentiert werden: Nachdem es seit dem Abbruch 1968 jahrzehntelang in einem privaten Garten in Badenweiler gelagert hatte, wurde es im Rahmen eines Besitzwechsels des betreffenden Grundstücks der Stadt Müllheim zurückgegeben. Es soll in eine Neukonzeption der Gedenkstätte am ehemaligen Standort der Synagoge integriert werden. Das andere „Krönchen“ ist Teil der Gedenkstätte im ehemaligen jüdischen Friedhof Müllheim.

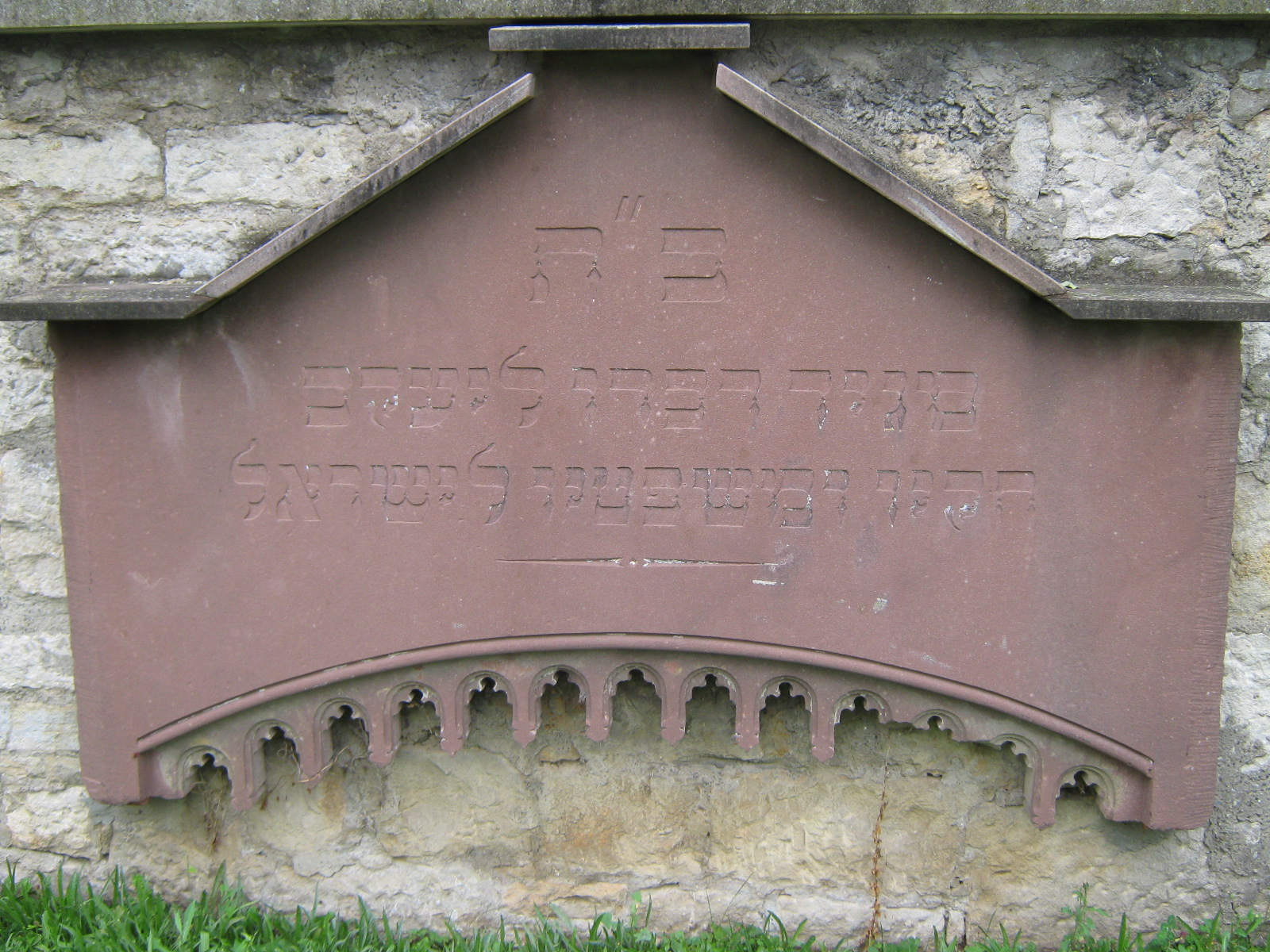
Fragment aus der ehemaligen Synagoge Müllheim, eingelassen in die Mauer des alten jüdischen Friedhofs

##### Jüdischer Friedhof
Seit 1851 stand den nun über 70 jüdischen Familien Müllheims ein eigener Begräbnisplatz im damals noch unbebauten Nußbaumboden zur Verfügung, nachdem sie seit 1717 ihre Toten auf dem ca. 10 km entfernten jüdischen Friedhof Sulzburgs beerdigt hatten; 1938 fand in Müllheim die letzte jüdische Beisetzung statt.
Seit 1987 gedenkt die Einwohnerschaft auf dem Jüdischen Friedhof Müllheim mit einer Erinnerungsstätte (Entwurf: Konrad Sage) der jüdischen Familien, welche vor der Vertreibung und Vernichtung während des Nationalsozialismus am Ort wohnten. Mit einer Ideenplastik aus Relikten der ehemaligen Synagoge wird an die Opfer der Shoa erinnert, von denen hier 45 namentlich genannt werden.

##### Stolpersteine

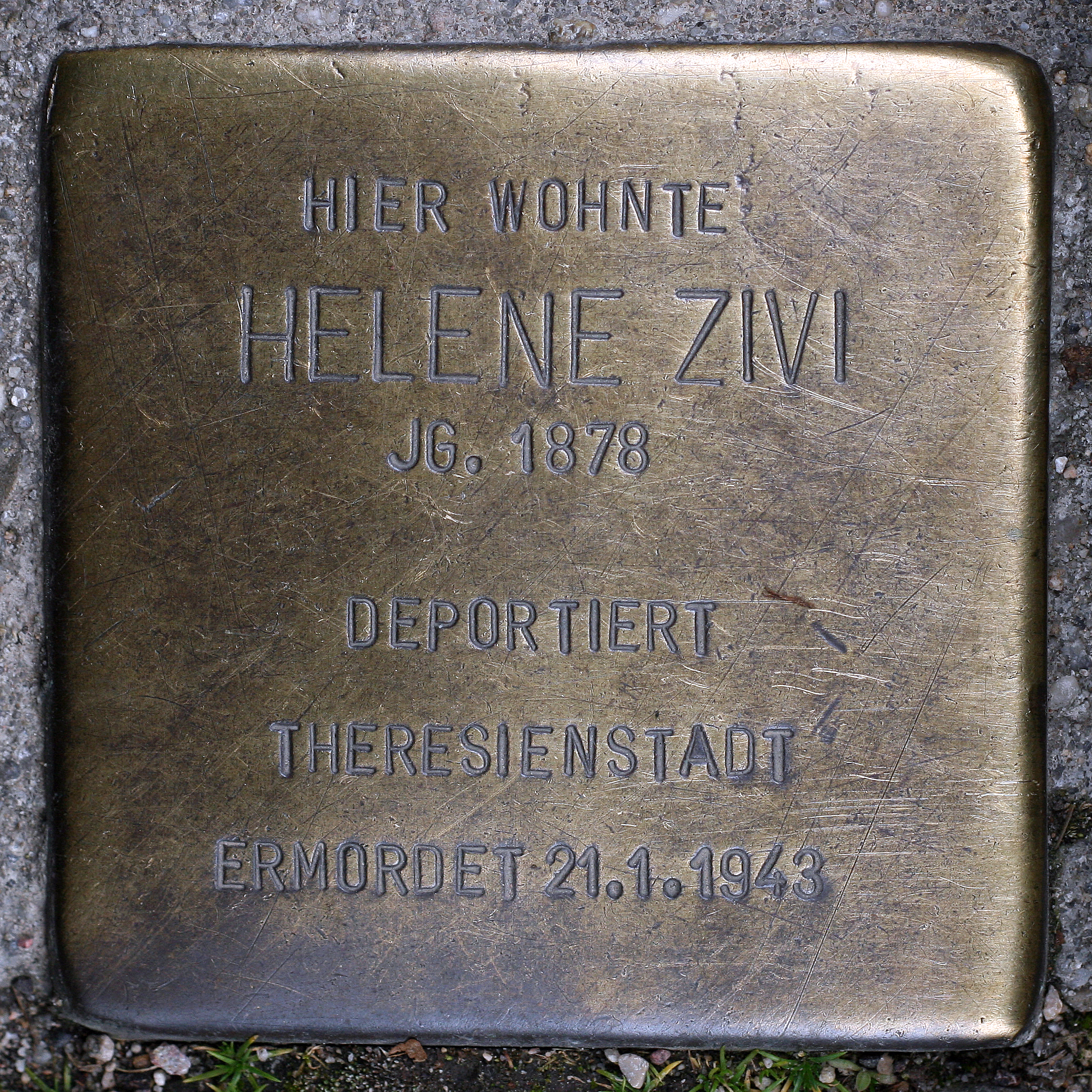
Stolperstein für Helene Zivi (Hauptstraße 61): „JG. 1878 DEPORTIERT THERESIENSTADT ERMORDET 21.1.1943“

Am 8. April 2006 wurden auf eine Initiative der Oberstudienrätin Christina Behrens in einem Projekt des damaligen Geschichtskurses WG 12 am örtlichen Wirtschaftsgymnasium die ersten Müllheimer Stolpersteine aus Messing des europäischen Kunstprojektes von Gunter Demnig an den entsprechenden Stellen der Straßen und Gassen der Stadt in den jeweiligen Belag eingelassen. Sie dienen wie an vielen anderen Orten Deutschlands und Europas mittels der eingegossenen Eigennamen der Erinnerung an die Wohnorte der ehemaligen in der Stadt wohnenden, von den Nationalsozialisten im Rahmen der Deportation von Juden aus Südwestdeutschland 1940 jedoch vertriebenen bzw. deportierten und umgebrachten jüdischen (und anderen Teilen der) Bevölkerung Müllheims.

##### „Haus Zivi“

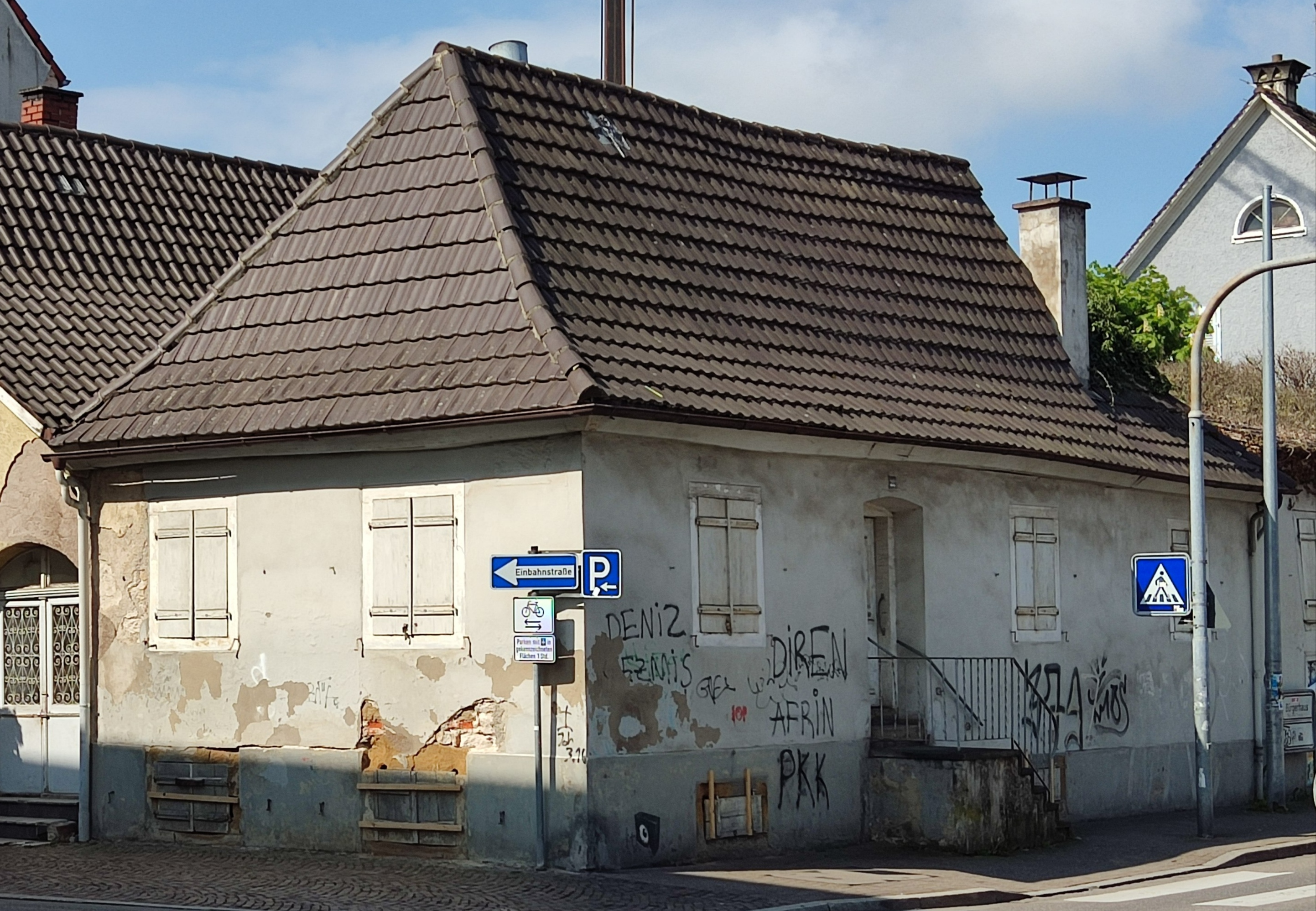
„Haus Zivi“ (April 2024): Künftig eine Erinnerungsstätte für die jüdische Familie Zivi und die Juden in Müllheim vor dem Zweiten Weltkrieg?

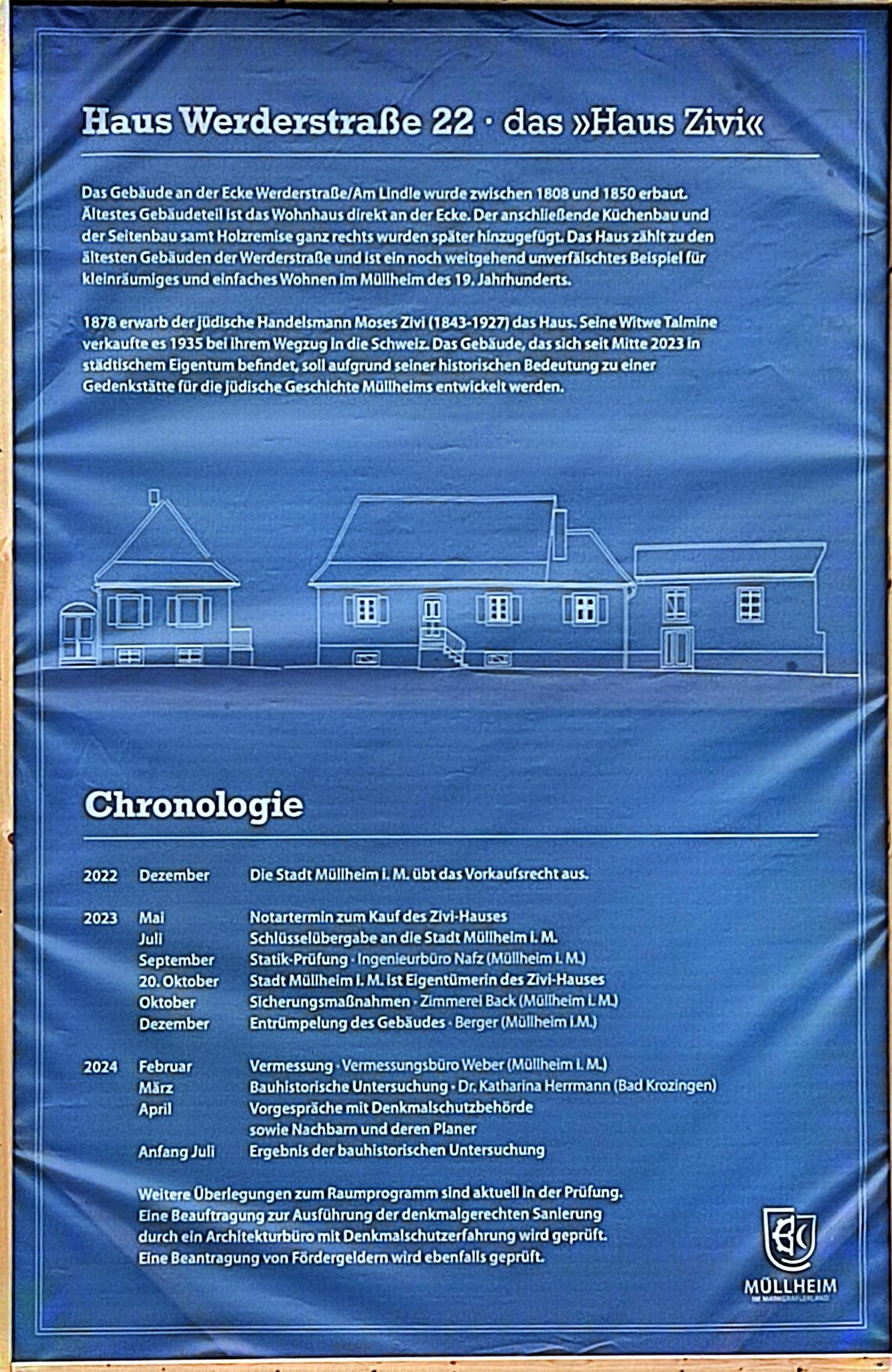
August 2024: Banner am Zivi-Haus

Dieses Anwesen im Zentrum Müllheims an der Südwestecke „Werderstraße“/„Am Lindle“ mit der Anschrift Werderstraße 22 steht seit Jahren leer und kommt zusehends herunter. Im Zusammenhang mit dem „Europäischen Tag der jüdischen Kultur“ im Herbst 2022 sprachen sich Nachkommen und Freunde der bis 1935 in diesem Gebäude wohnenden jüdischen Familie Zivi für die Einrichtung einer Gedenkstätte zum jüdischen Leben in Müllheim aus, ähnlich z. B. dem „Blauen Haus“ in Breisach am Rhein oder der „Ehemaligen Synagoge“ Kippenheim. Die Müllheimer Gemeinderats-Fraktionen schlossen sich umgehend dem Ansinnen an; nach einem Gemeinderatsbeschluss im Dezember des Jahres soll das unter Denkmalschutz stehende traufständige einstöckige Gebäude aus wohl dem späten 18. Jahrhundert nun von der Stadt in Ausübung ihres Vorkaufsrechts bei Immobiliengeschäften gekauft werden; es sei laut Stadtverwaltung auch als „Dokument für die Baustruktur Müllheims anzusehen, noch bevor sich Müllheim zur Stadt entwickelte“. Für das Landesamt für Denkmalpflege Baden-Württemberg „ist es ein Kulturdenkmal aus wissenschaftlichen, vor allem baugeschichtlichen Gründen; die Erhaltung liegt insbesondere wegen des dokumentarischen Wertes im öffentlichen Interesse“. Im Februar 2023 war dann der Weg zum Kauf durch die Stadt frei, im März war allerdings der Eigentumsübergang noch nicht erfolgt. Nach der Bausicherung durch die Stadt meldete sich im April 2024 der lokale Verein „Förderverein Erinnerungskultur“ zu Wort mit einem Betriebs- und Sanierungskonzept in Eigenregie nach Absprache mit der Stadt, um das Verfahren zu beschleunigen.

## Politik

### Gemeinderat
Seit 1841 wird der Müllheimer Gemeinderat in geheimer Abstimmung gewählt.
1877 bis 1897 wurde seine Anzahl auf acht festgelegt, wegen des Wachstums der Stadt später auf neun, in den Jahren 1903 bis 1933 auf zehn. Von dort an hatte er sechs Mitglieder zuzüglich fünf des erweiterten Gemeinderates bei der Beratung von Fürsorgerichtlinien. Ab 1938 taucht die Bezeichnung Ratsherren (sechs) auf, zu denen zwei, später drei Beigeordnete kamen.
1945 ersetzte zunächst ein von der Besatzungsmacht Frankreich eingesetzter beratender Ausschuss mit acht Mitgliedern und zwei Respizienten den aufgelösten Gemeinderat, gegen Ende des Jahres trat das vom Militärgouverneur bestellte und vom Landrat ernannte Gemeinderatskomitee zusammen (acht Mitglieder und je ein Respizient für Wohnungswesen und technische Angelegenheiten).
Im September 1946 wurde dieses Komitee durch einen Gemeinderat mit acht Mitgliedern ersetzt, an dessen Wahl die mittlerweile wieder gegründeten politischen Parteien teilgenommen hatten, aus seinem Kreis wurden der Bürgermeister sowie zunächst ein Beigeordneter gewählt. Ab 1949 werden die Räte als Stadträte bezeichnet, es sind bis 1953 sechs, bis 1956 zehn und seit 1970 sechzehn.
1955 bis 1975 wurde das rollierende System bei den Gemeinderatswahlen angewandt, bei welchem jeweils nur die Hälfte der Räte neu gewählt wurden (in der Absicht, Kontinuität in der Gemeinderatsarbeit sicherzustellen).
Ab 1971 wuchs die Zahl der Stadträte kontinuierlich durch die erfolgten Eingemeindungen der Teilorte bis auf 27 (1987).
Die Kommunalwahlen der vergangenen Jahre führten zu folgenden Ergebnissen:
|                                              | 12. Juni 1994 | 12. Juni 1994 | 12. Juni 1994 | 24. Oktober 1999 | 24. Oktober 1999 | 13. Juni 2004 | 13. Juni 2004 | 7. Juni 2009 | 7. Juni 2009 | 25. Mai 2014 | 25. Mai 2014 | 26. Mai 2019 | 26. Mai 2019 |
| Partei / Liste                               | %             | Sitze         | +/−           | %                | Sitze            | %             | Sitze         | %            | Sitze        | %            | Sitze        | %            | Sitze        |
| CDU                                          | 34,5          | 10            | − 2           |                  | 14               | 37,9          | 11            | 34,9         | 9            | 34,6         | 9            | 30,3         | 7            |
| FWG                                          | 24,9          | 7             | 0             |                  | 7                | 23,4          | 6             | 29,9         | 7            | 24,6         | 6            | 28,0         | 7            |
| SPD                                          | 25,1          | 7             | − 1           |                  | 5                | 17,3          | 5             | 18,5         | 4            | 18,7         | 5            | 12,7         | 3            |
| ALM* (ab 2014: „ALM/Grüne“)                  | 25,6          | 4             | + 1           |                  | 2                | 14,3          | 4             | 17,7         | 4            | 22           | 5            | 29,0         | 7            |
| MiAU**                                       |               |               |               |                  | 3                | 7,1           | 2             |              |              |              |              |              |              |
| „Unabhängige Initiative für mehr Demokratie“ |               |               |               |                  | 1                |               |               |              |              |              |              |              |              |
| Anzahl Sitze gesamt                          |               | 28            |               |                  | 32               |               | 28            |              | 24           |              | 25           |              | 24           |
| Wahlbeteiligung                              |               |               |               |                  |                  |               |               |              |              | 48,7 %       | 48,7 %       | 57,9 %       | 57,9 %       |

* Alternative Liste Müllheim     ** 1999: „Müllheim im Aufwind“; 2004: „Müllheim Innovativ Aktiv Unabhängig“
Die stark unterschiedlichen Sitzzahlen kommen vor allem durch die Bildung von Überhang- und Ausgleichsmandaten bei der Anwendung des d’Hondt’schen Stimmenzählverfahrens zustande.
Unter Anwendung der unechten Teilortswahl wird den Ortsteilen je nach Größe eine bestimmte Anzahl von Sitzen im jeweils neu gewählten Rat garantiert. Diese werden von Kandidaten in der Reihenfolge der von ihnen am meisten erzielten Stimmen im jeweiligen Ortsteil besetzt.
Die Kommunalwahl am 9. Juni 2024 führte in Müllheim bei einer Wahlbeteiligung von 60,42 % zu folgendem Ergebnis:

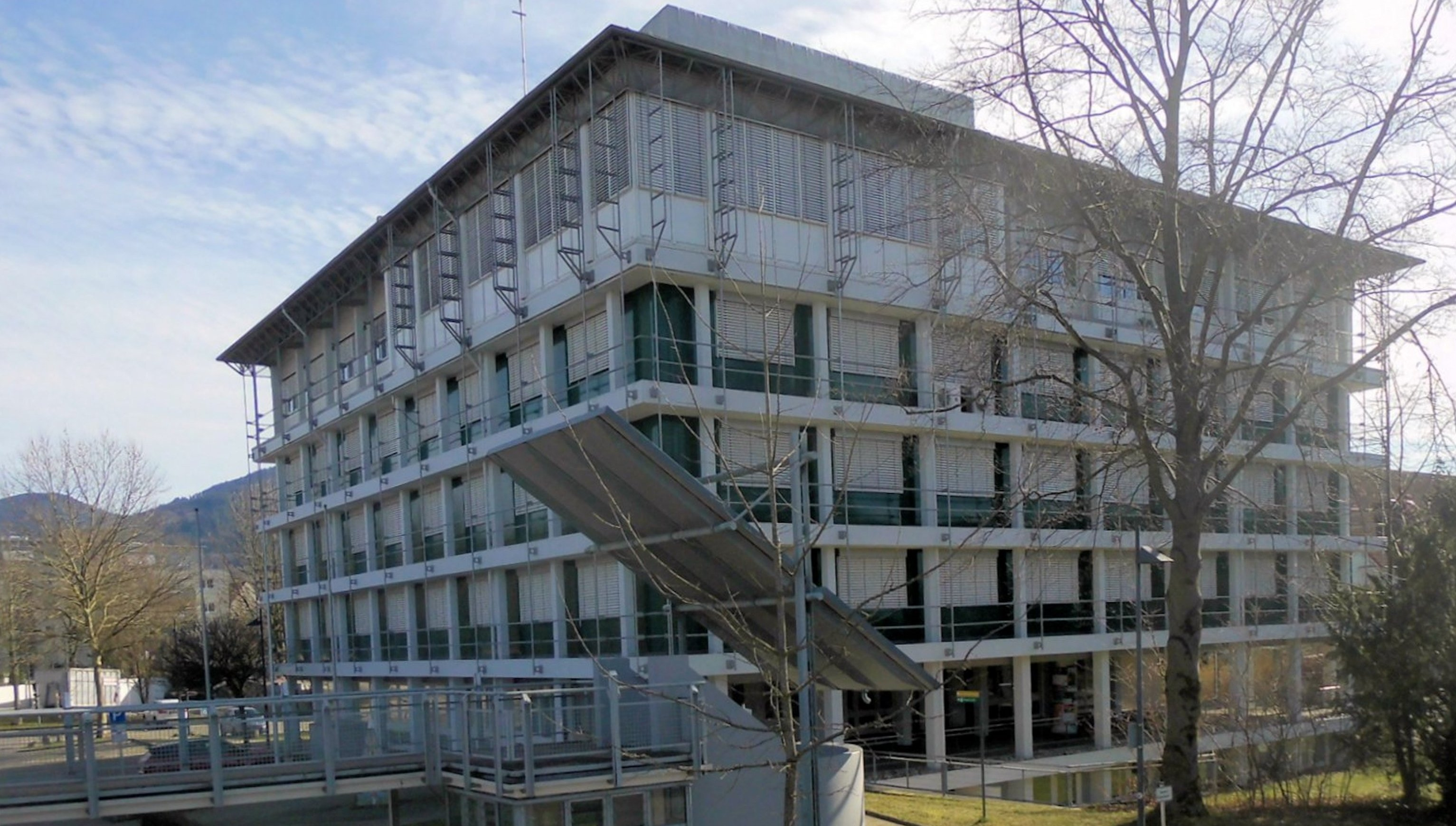
Rathaus Müllheim

| Partei / Liste | Stimmenanteil | Sitze |
| CDU            | 33,61 %       | 9     |
| Grüne          | 21,19 %       | 6     |
| SPD            | 14,53 %       | 4     |
| FWG            | 30,67 %       | 9     |
| Gesamt         | 100 %         | 28    |

### Bürgermeister
(jeweils Amtsantritt, bis 1971)
- 11. Januar 2020: Martin Löffler[55]
- 11. Januar 2012: Astrid Siemes-Knoblich.[56][57] Aufgrund einer Klage gegen ihre Bewerbung zur Wahl nach einer zurückgewiesenen Wahlanfechtung zunächst nur als Amtsverweserin; nach deren Niederschlagung ab 28. Februar 2012 rechtsgültig.
- 1. Dezember 2003: René Alexander Lohs[58]
- 1971: Hanspeter Sänger
- 1953: Erich Graf
- 1945: Fritz Hack
- 1945, erste Monate der Besatzungszeit: Hermann Glasstetter, Fritz Gallinger
- 1942: Hermann Ruprecht (stellvertretend)
- 1919: Arthur Hämmerlin (Übertritt in den Staatsdienst)
- 1900: Karl Nikolaus
- 1891: Ernst Blankenhorn
- 1883: Johannes Bär

### Verwaltungsverband
Müllheim ist Sitz des Gemeindeverwaltungsverbandes Müllheim-Badenweiler, der Aufgaben der Unteren Verwaltungsbehörde wahrnimmt. Außer Müllheim und Badenweiler sind noch die Gemeinden Sulzburg und Buggingen und Auggen Mitglieder des Verbands.

### Wappen
Blasonierung: „In geteiltem Schild oben in Rot ein goldener Pfahl, belegt mit drei schwarzen Sparren, unten in Blau nebeneinander die rechte Hälfte eines silbernen Mühlrads und ein abnehmend gebildeter silberner Mond.“

### Städtepartnerschaften
- Gray im Département Haute-Saône (Frankreich), seit dem 2. Juni 1985
- Ledro in der Provinz Trient (Norditalien), seit dem 5. Mai 1991
- Hohen Neuendorf in Brandenburg, seit 1992
- Vevey im Kanton Waadt (Schweiz), seit dem 3. Oktober 1998

## Kultur und Sehenswürdigkeiten
Allen Ortsteilen wie der Kernstadt ist ein reges Vereinsleben gemein. Mit dem im ehemaligen Park der Familie Blankenhorn errichteten, 1976 eingeweihten und mit einem Architekturpreis ausgezeichneten Bürgerhaus hat Müllheim einen Veranstaltungsort für Events verschiedener Größenordnungen und Anlässe bis zu ca. 850 Personen inklusive einem Restaurationsbetrieb.

### Brauchtum

#### Alemannisch
Müllheim war Sitz der 1983 hier gegründeten Regionalgruppe Rebland der Muettersproch-Gsellschaft zur Pflege der alemannischen Sprache; der Dialekt des Müllheimer Raums zählt wie das Schweizerdeutsche zum Hochalemannischen und weist zahlreiche Gemeinsamkeiten mit dem Baseldeutschen auf.

#### Fastnacht
Der alljährlich seit der Jahrtausendwende 2000 nicht mehr am Rosenmontag, sondern am Sonntag vor dem „Schmutzige Dunschtig“ in der Innenstadt stattfindende Narrenumzug zieht zahlreiche Zuschauende und viele weitere Häs-Tragende an; neben den Müllheimer Hudelis, die 2024 ihr 66-jähriges Bestehen feiern, gibt es einige weitere lokale Narrenzünfte – auch in Müllheims Teilorten.

#### Scheibenfeuer
Über die Grenzen des Markgräflerlands hinaus bekannt sind die hier wie auch in vielen Nachbargemeinden stattfindenden alljährlichen Scheiben- oder Fastnachtsfeuer mit dem Scheibenschlagen, in der Regel am Samstag- oder Sonntagabend nach Aschermittwoch.

### Kino
Mit dem Central Theater Müllheim ist die Stadt Sitz des Hauptkinos der Kinos im Markgräfler Land.

### Mediathek
Die mittlerweile dem städtischen Dezernat für Kultur, Wirtschaft und Tourismus, Fachbereich (FB) 42 untergeordnete, im Jahr 2000 fertiggestellte, neu errichtete Mediathek Müllheim zählt pro Jahr ca. 50.000 Besuchende (2009 über 50.000,
2019 47.422). Ihr Angebot umfasst fast ca. 30.000 Bücher, 60 Zeitschriften-Abonnements, zwei Tageszeitungen sowie die Wochenzeitung Die ZEIT, darüber hinaus nahezu 4000 Hörbücher, davon fast 2000 für Kinder, 3000 Musik-CDs, 1700 DVDs, über 200 Gesellschaftsspiele, 65 Tiptoi-Medien und seit Neuerem auch über 100 Tonies (August 2023); dabei ist sie auch ein beliebter Ort für zahlreiche Veranstaltungen; z. B. organisiert die Müllheimer Lesegesellschaft („Lese“) u. a. hier regelmäßig Buchvorstellungen und Lesungen.
Seit 2013 kann man hier über den regionalen Bibliotheksverbund Dreiländereck via „Onleihe“ über 10.000 eMedien ausleihen; seit 2020 gewährt die Mediathek Müllheim über das digitale Film-Streaming-Portal Filmfriend Zugriff auf mehr als 2000 Filme, außerdem gelangt man hier über das Munzinger-Archiv zu acht seiner Datenbanken.
2004 erreichte die Müllheimer Mediathek beim deutschlandweiten interkommunalen Leistungsvergleich BIX-Bibliotheksindex der Bertelsmann-Stiftung und des Deutschen Bibliotheksverbands in der Kategorie „Städte mit 15.000 bis 30.000 Einwohnenden“ den 15. Platz unter 47 Teilnehmenden, 2016 den 16. unter 34, dabei im eigenen Bundesland Baden-Württemberg den zum dritten Mal in Folge den vierten. Bereits seit kurz nach der Eröffnung wird sie von der Diplom-Bibliothekarin Petra Liebrecht geleitet.
2022 erneuerte die Müllheimer Mediathek als „realer wie auch virtueller Ort“ mit der Ablösung des in die Jahre gekommenen Online-Katalogs Web-Opac ihren Internetauftritt – mit neuer Ausrüstung und neuen Angeboten soll die digitale Kompetenz sowohl im schulischen Umfeld als auch für ältere Menschen gestärkt werden.
Als „Dritter Ort“, als Ort zum Wohlfühlen, zur Begegnung sowie zur Entfaltung kulturellen Lebens erhielt die Mediathek 2023 im Rahmen des Förderprogramms Vor Ort für alle des Deutschen Bibliotheksverbands eine Aufwertung der Aufenthaltsqualität in Form attraktiver neuer und bequemer Sitzmöbel im Wert von rund 14.000 Euro.

### Museen, Gedenkstätten

#### Alter Hauptfriedhof
Am Volkstrauertag 1960 wurde auf dem alten Hauptfriedhof der Stadt ein Ehrenmal zum Gedenken an die Toten der beiden Weltkriege und die Opfer aller Gewaltherrschaften eingeweiht. Der Entwurf stammte dabei von einem ehemaligen Schüler des heutigen Markgräfler Gymnasiums, Dieter Koch. Am höchsten Punkt des als Symbol für ein Tor zur Ewigkeit gewählten parabelförmigen Bogens wurde die Margarethenglocke aufgehängt, welche 1691 (eingegossenes Datum des Glockengusses) für die ehemalige St. Margarethenkapelle angefertigt wurde und damit zu den ältesten Kulturzeugnissen Müllheims zählt.

#### Markgräfler Museum

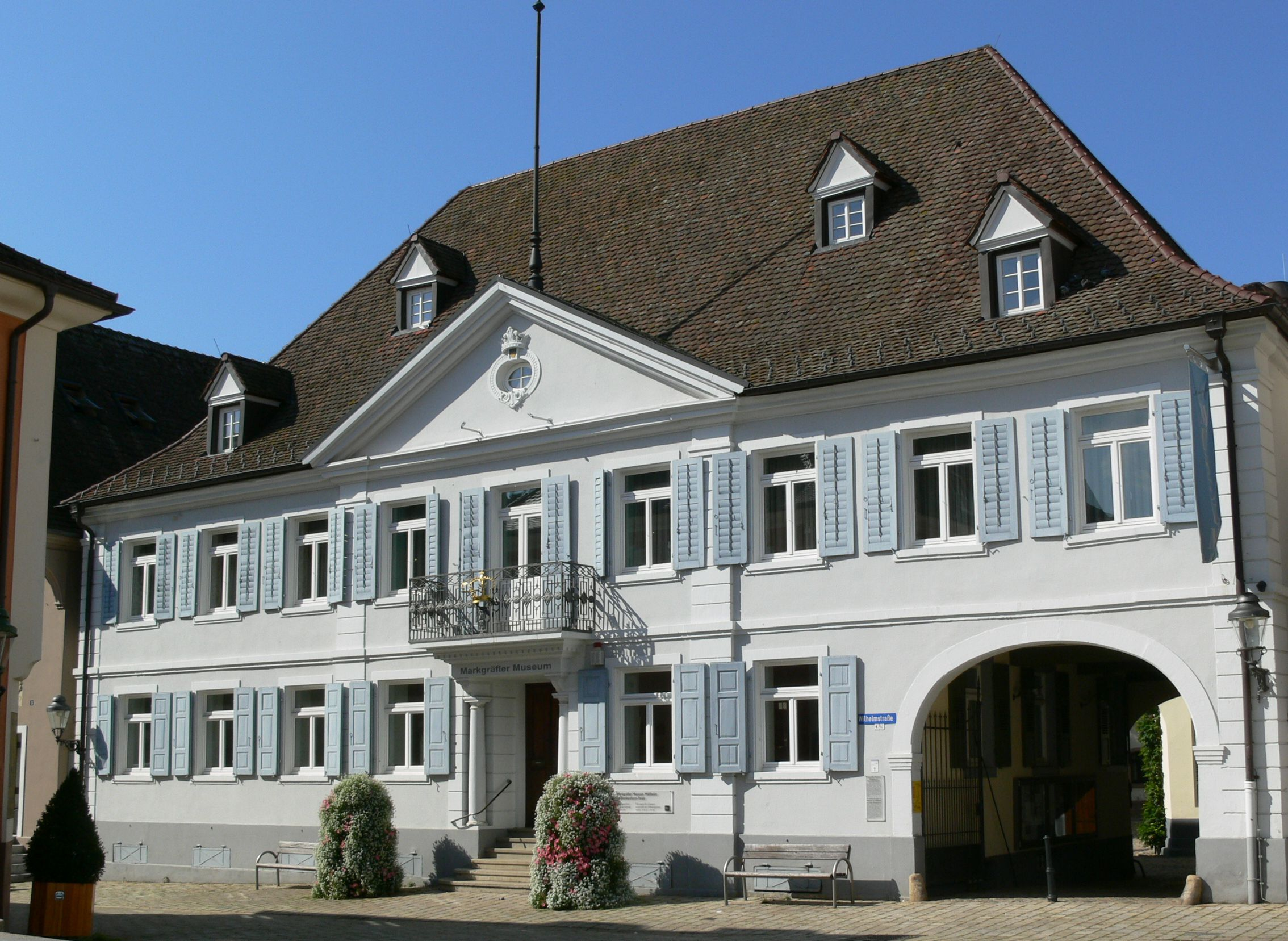
Markgräfler Museum Blankenhorn-Palais (Sicht vom Marktplatz)

Das Markgräfler Museum befindet sich gegenüber des zentralen Marktplatzes in der Wilhelmstraße – heute eine Fußgängerzone –, im Gebäude des um 1780 in klassizistischem Stil erbauten ehemaligen Gasthauses Zur Krone, auch Blankenhorn-Palais. Eine Zeit lang diente das Gebäude der Stadt als Rathaus, seit 1979 beherbergt es auf Initiative des heutigen Markgräfler Museumsverein Müllheim e. V. eine regionalgeschichtliche Sammlung mit archäologischen Funden der lokalen Ur- und Frühgeschichte sowie der römischen, alamannischen und fränkischen Besiedlung; diese Dauerausstellung für Geologie und Archäologie im Südteil des Erdgeschosses wurde zum Frühjahr 2023 neu gestaltet.
Im ersten Obergeschoss befinden sich mehrere Räume mit Originalausstattungen großbürgerlichen und städtischen Wohnens des 18. und 19. Jahrhunderts, darunter auch das Arbeitszimmer des in Müllheim geborenen Weinbaupioniers Adolph Blankenhorn; im Kellergewölbe findet sich eine Darstellung der Geschichte des Weinbaus im Markgräflerland, im Dachgeschoss seit 2003 eine moderne Abteilung zu regionaler Geschichte und Literatur.
Weitere Abteilungen sind der Ortsgeschichte, dem historischen Wandel im Zug der Industrialisierung sowie den Mühlen im Ort als Namensgebende der Stadt gewidmet. Der ehemalige Tanzsaal des Gasthauses wird heute als Galerie im Museum für wechselnde Ausstellungen von Werken zeitgenössischer Kunst aus der Region genutzt.

### Sport
- Die Schützengesellschaft 1563 e. V. Müllheim[82] ist ein Verein mit 2023 einer bald 500-jährigen Tradition; sie gehört zu den erfolgreichsten Schützenvereinen in Breisgau und Südbaden. Der Weltmeister von 1939 Walter Gehmann war viele Jahre Mitglied und Ehrenmitglied der SG Müllheim. In den 1980ern war Ralf Barkow Mitglied der Nationalmannschaft Laufende Scheibe – hier wurden Dieter Schweinlin 2003 in der Disziplin 50 m und Rainer Nusser 2016 mit dem Zimmerstutzen Deutsche Meister.
- Die Skizunft Müllheim e. V.[83] wurde im Spätherbst 1909 im ehemaligen Gasthaus Löwen (neben dem heutigen Markgräfler Museum Müllheim) als Ortsgruppe Müllheim-Badenweiler im Skiclub Schwarzwald gegründet.[84]

### Weitere Bauwerke

#### Amtshaus der Vogtei Badenweiler

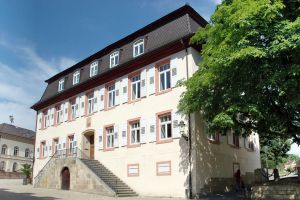
Amtshaus, ehemaliges Forstamt, heute Sitz des städtischen Verkehrsamts

Das Barockgebäude wurde zwischen 1727 und 1729 erbaut: Nachdem die Burg Baden in Badenweiler im Jahr 1684 während des Spanischen Erbfolgekrieges zerstört worden war, wurde es zum neuen Verwaltungssitz für die Vogtei Badenweiler, später bis zum Ende des Ersten Weltkriegs Verwaltungssitz des großherzoglichen Badischen Bezirksamtes. Während der Badischen Revolution im Jahr 1848 wurde das Wappen über der Eingangstüre abgeschlagen, jedoch nach der Niederschlagung der Revolution schnell ersetzt.
Mit der Ausrufung der Republik Baden im November 1918 und der Abdankung Großherzogs Friedrichs II. erfolgte der Übergang in das Eigentum des Landes Baden. Es diente als Sitz der unteren Verwaltungsbehörde („Bezirksamt Müllheim“). Eine Verwaltungsreform im Jahr 1924 überstand es unversehrt, im Gegensatz zu beispielsweise dem Bezirksamt Breisach, das aufgelöst und dessen Gemeinden den Bezirksämtern Freiburg und Emmendingen zugeordnet wurden. Einzige Änderung war, dass der „Oberamtmann“ nun „Landrat“ hieß.
Nach dem Zweiten Weltkrieg war in dem Gebäude das Landratsamt des ehemaligen Landkreises Müllheim untergebracht; nach dessen Auflösung 1972 zog das staatliche Forstamt Müllheim in das Gebäude ein. Nach der Umsetzung der Verwaltungsreform vom 1. Januar 2005 und dem Wegzug der Forstverwaltung erwarb die Stadt das Gebäude vom Land. Als „Amtshaus“ beherbergt es im Erdgeschoss seit 2006 die „Touristik-Information“, das Kulturamt Müllheim sowie im Obergeschoss Büros der „Alemannenenergie“ (Stadtwerke Müllheim-Staufen).

#### Burgruine Neuenfels
Die Burgruine Neuenfels liegt in einem Wald auf der Gemarkung des Teilortes Britzingen auf 595 Meter Höhe über NN. Es handelt sich um Überreste einer mittelalterlichen Burg. Von der Ruine bietet sich eine gute Aussicht über Eichwald, Rheinebene und umliegende Weinberge.

#### Evangelische Kirche

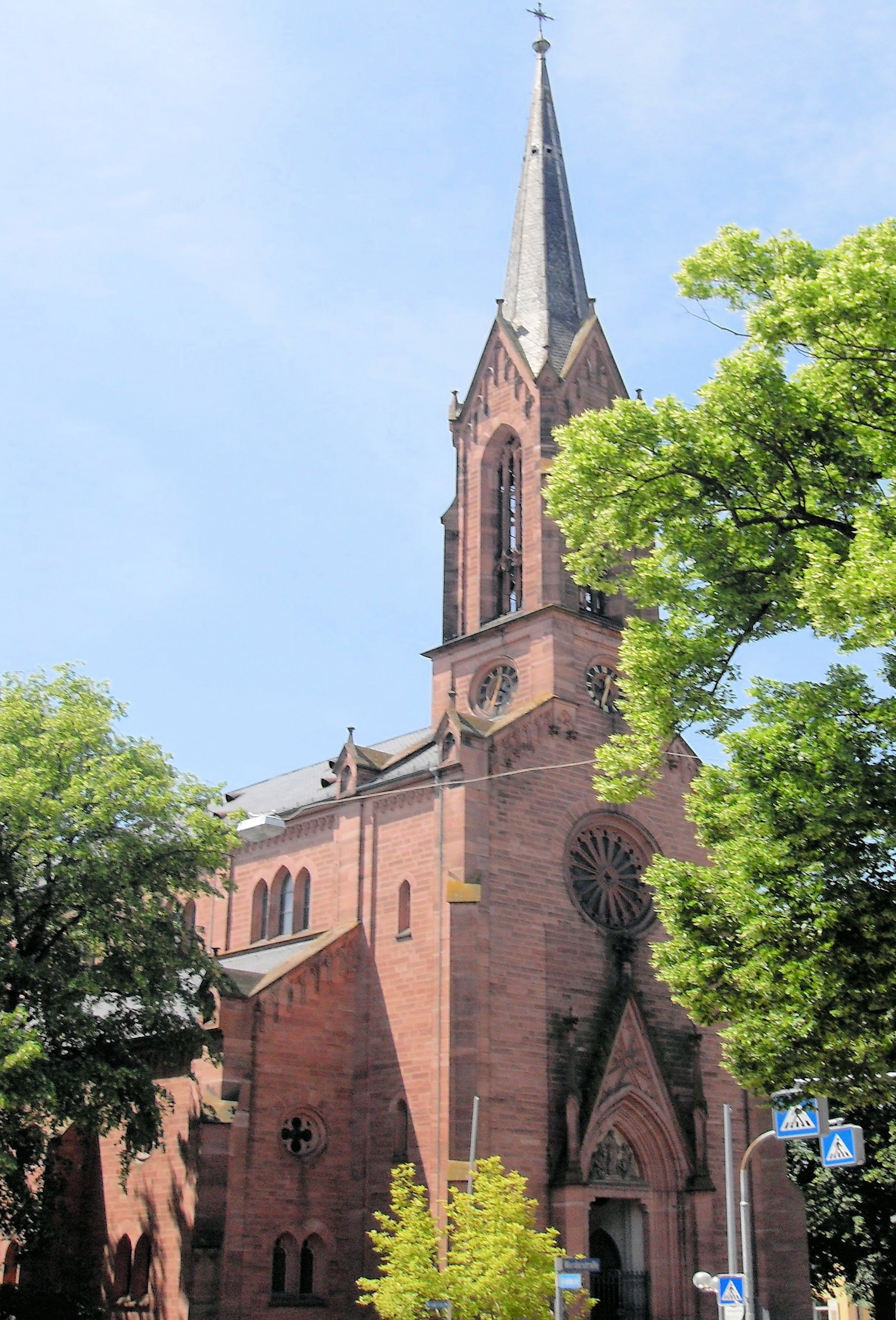
Evangelische Kirche („Stadtkirche“)

Die in neugotischem Stil aus rotem Sandstein erbaute „Stadtkirche“ in der Werderstraße wurde 1881 eingeweiht. Vor dem Kirchenbau diente die Martinskirche der evangelischen Gemeinde als Gotteshaus. Typisch für das 19. Jahrhundert weist die Kirche Merkmale eines mittelalterlichen Stils auf, so bei den Spitzbögen über dem Hauptportal und über den Fenstern, dem Kreuzrippengewölbe im Chorraum und im Mittelschiff. Über den Seitenschiffen befinden sich auf der ganzen Länge Emporen, über dem Haupteingang eine erhöhte Orgelempore. Am Hauptportal ist ein Relief zu sehen, das Christus zwischen den Mühseligen und Beladenen zeigt. Mitglieder der bekannten Müllheimer Familie Blankenhorn stifteten die Chorfenster in Südrichtung. Die Orgel mit 47 Registern stammt aus dem Jahr 1966, sie wurde 1996 generalüberholt. Das Geläut mit vier Glocken besteht seit 1949, frühere Glocken wurden im Ersten und Zweiten Weltkrieg eingeschmolzen.

#### Katholische Kirche Herz-Jesu

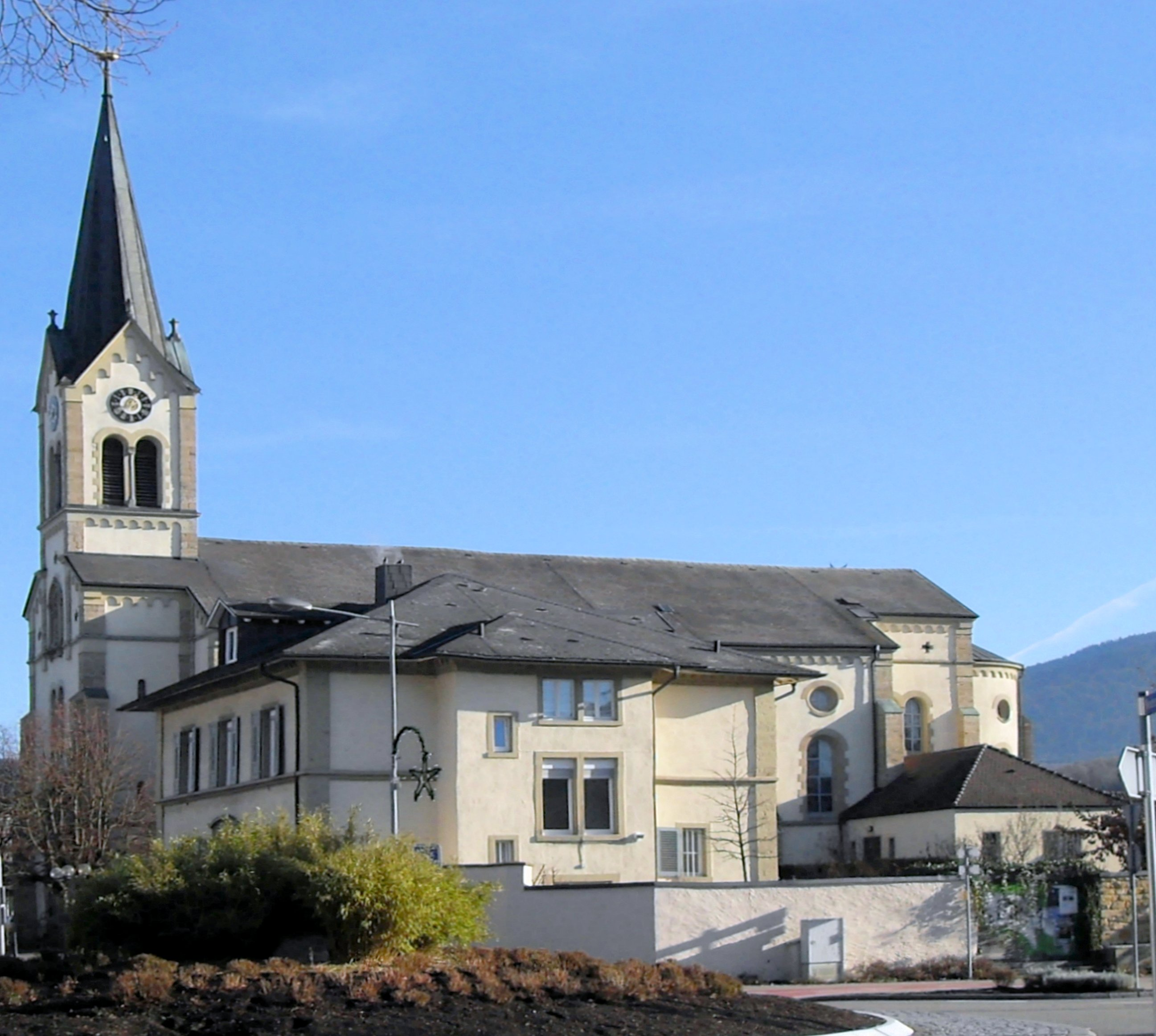
Herz-Jesu-Kirche

In den Jahren 1876–1878 wurde die Herz-Jesu-Kirche im Stil der Neoromanik erbaut, die Weihe erfolgte am 29. September 1878. Während das äußere Erscheinungsbild der Kirche bis heute weitgehend unverändert blieb, erfuhr der Innenraum mehrfach grundlegende Umgestaltungen. 1955/57 wurden bei der Beseitigung von Kriegsschäden die neoromanischen Wandmalereien entfernt und die Fresken der Seitenaltäre vermauert, da sie dem damaligen Zeitgeschmack nicht mehr entsprachen. Bei einer umfassenden Renovierung 1975/77 erhielt der Innenraum der Kirche seine heutige Gestalt.

#### Margarethenkapelle

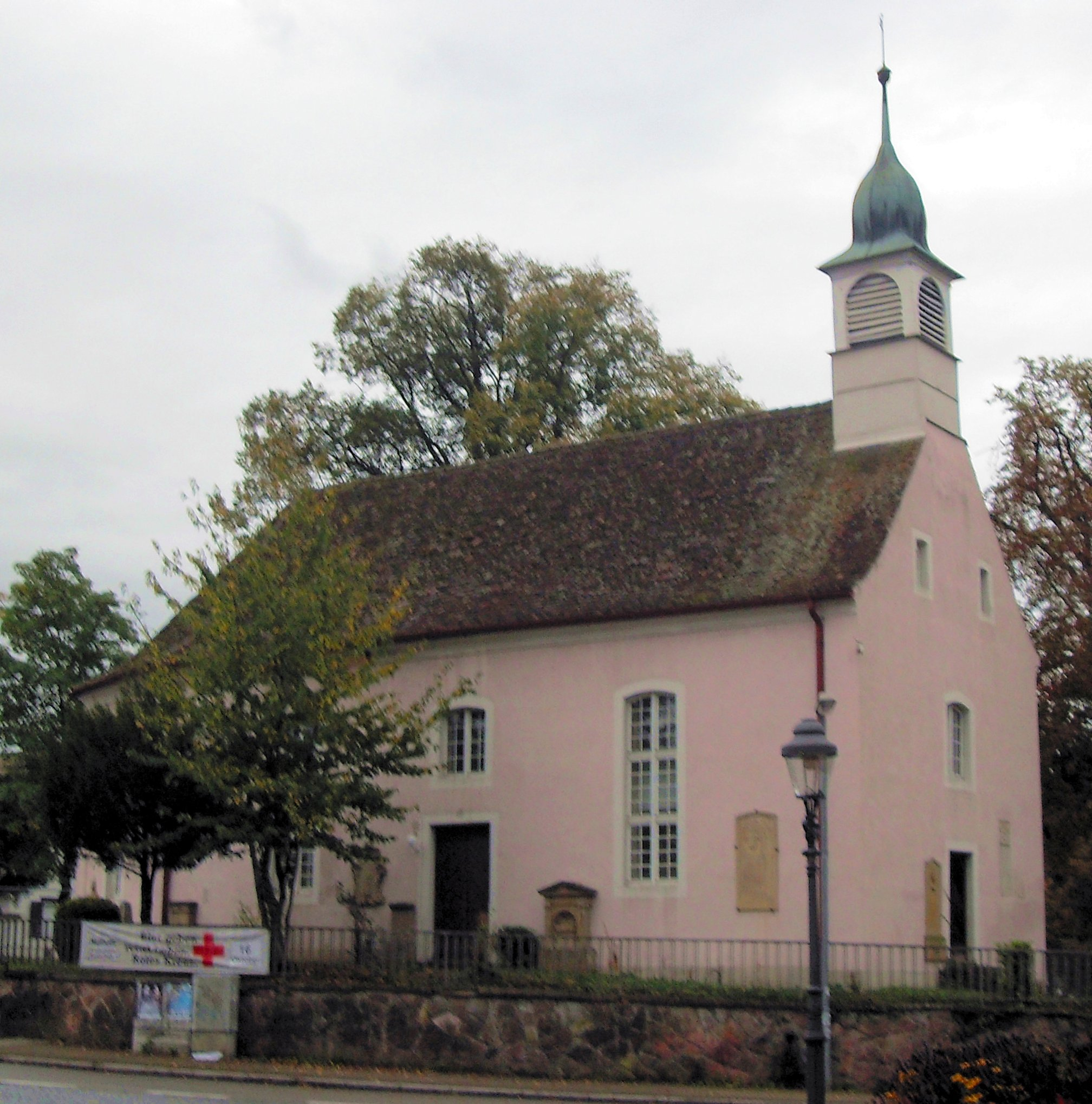
Margarethenkapelle Müllheim (Oktober 2014)

Erstmals im späten 14. Jahrhundert wird in „Nieder Müllheim“ ein Gotteshaus erwähnt; seit 1500 eine Heilige Margaretha als Patronin genannt. Belege vom Anfang des 18. Jahrhunderts geben Hinweise, dass der Müllheimer Friedhof von der Martinskirche in „Ober Müllheim“ hierher verlegt wurde. U. A. Michael Friedrich Wild wurde hier bestattet, Begründer des „neuen Badischen Maßes“ und Namensgeber der lokalen Grundschule im Schulzentrum I. 1750 wurde die ursprüngliche Kapelle abgerissen und 1756 ein Neubau mit in etwa der heutigen Form erstellt. Bis 1837 befand sich bei der nach einer heiligen Margareta benannten Kapelle der dann weiter zum heutigen Müllheimer „Alten Friedhof“ verlagerte städtische Friedhof. Anfang des 19. Jahrhunderts wurde die Kapelle von der Stadt der katholischen Gemeinde zur Verfügung gestellt, nachdem deren Zahl in der historisch protestantischen Stadt immer weiter zunahm. 1878 wiederum wurde von der örtlichen katholischen Gemeinde die neu gebaute Herz-Jesu-Kirche eingeweiht.
Der Zeitpunkt der Profanierung der Friedhofskapelle ist unklar: Da die Katholische Gemeinde sie nicht mehr nutzte, gestattete die Stadt dem städtischen Turnverein den Umbau zu einer Turnhalle und die entsprechende Nutzung bis 1966, wo die Heinz-Renkert-Sporthalle zur Verfügung stand. Danach nutzte das Deutsche Rote Kreuz (DRK) das Gebäude zu Unterrichts- und Übungszwecken, ab 1970 wieder die lokale evangelisch-lutherische „Freikirche“ zum sakralen Gebrauch. Seit dem Frühjahr 2016 ist das Gelände der Kapelle aufgrund Baufälligkeit besonders des Daches und zur Verkehrssicherung mit einem Bauzaun abgesperrt.
Aufgrund der prägenden Rolle des Gebäudes für die Unterstadt und seiner Bedeutung für die Gesamtstadt im Zug der wechselhaften Geschichte und Nutzung stellte Ende 2017 die CDU-Fraktion im Müllheimer Gemeinderat den dann vom ganzen Rat unterstützten Antrag zur dringenden Sanierung und zur Einstellung der dazu notwendigen Mittel im Haushalt 2018; die Kosten hierfür wurden je nach Aufwand und ob mit oder ohne einen Anbau auf zwischen 475.000 und 1,4 Mio. Euro geschätzt. Nachdem in der Folge Vorarbeiten getätigt und Planungsvorschläge angefertigt, dann die Sanierung aber auf unbestimmte Zeit im Haushalt verschoben worden waren, erneuerte die Fraktion im Herbst 2021 ihren Antrag: Die Kapelle könne als Treffpunkt, als kleinere Kulturstätte und zur Vereinsnutzung dienen; im Dezember des Jahres dann wurden € 25.000 zur Planung in den Haushalt verabschiedet.
Im Frühjahr 2022 wurden die Sanierungskosten auf 1,5 Mio. Euro geschätzt: Um eine finanzielle Förderung zu erlangen, sollten die nächsten Schritte zu einem Gemeindeentwicklungskonzept und der Aufstellung eines entsprechenden „Sanierungsgebiets“ angegangen werden; im Frühjahr 2024 starteten erste kleine Sanierungsarbeiten, nachdem im städtischen Jahreshaushalt € 60.000 für Sicherungsarbeiten eingestellt worden waren.

#### Martinskirche

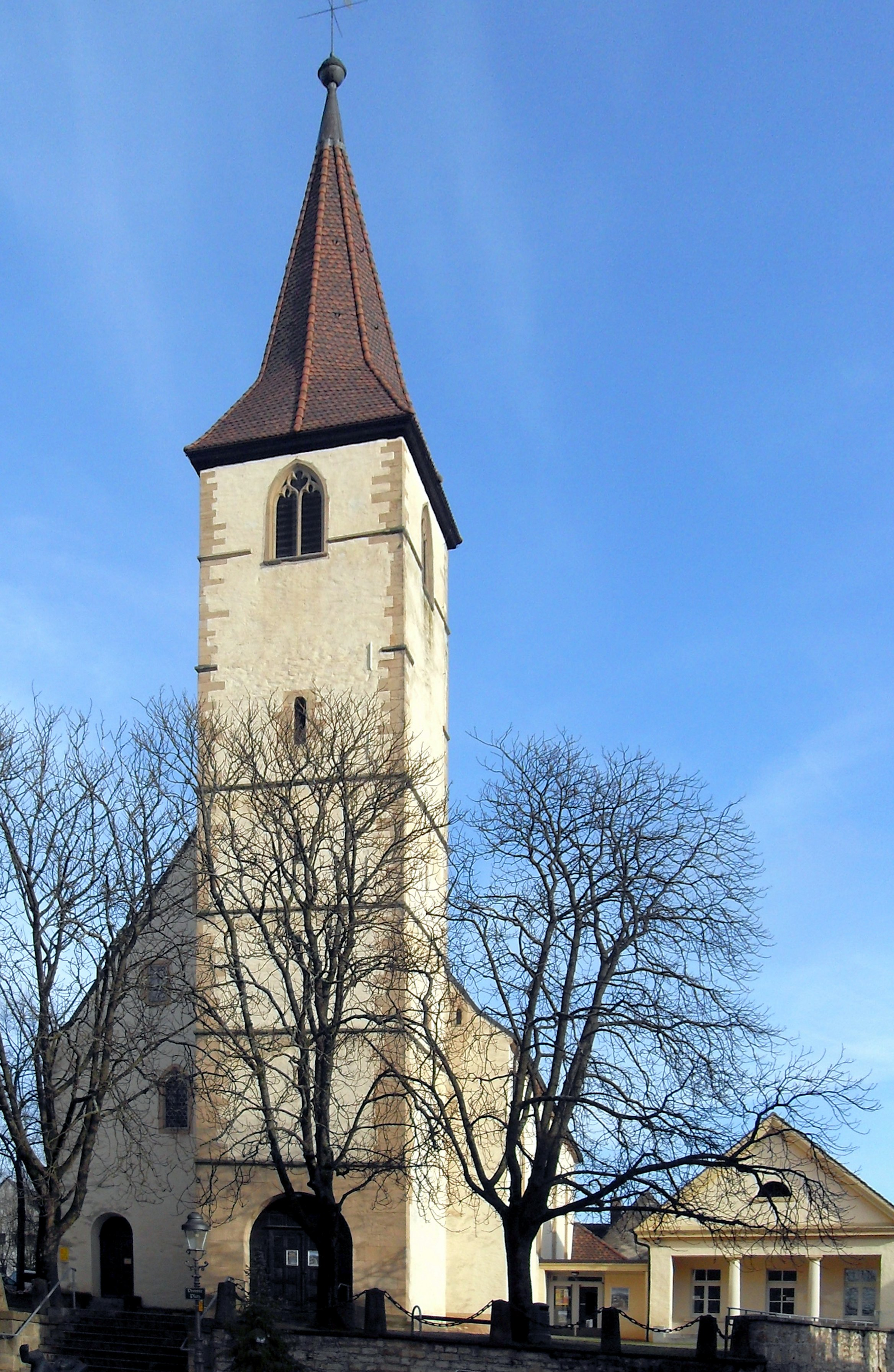
Martinskirche von Westen

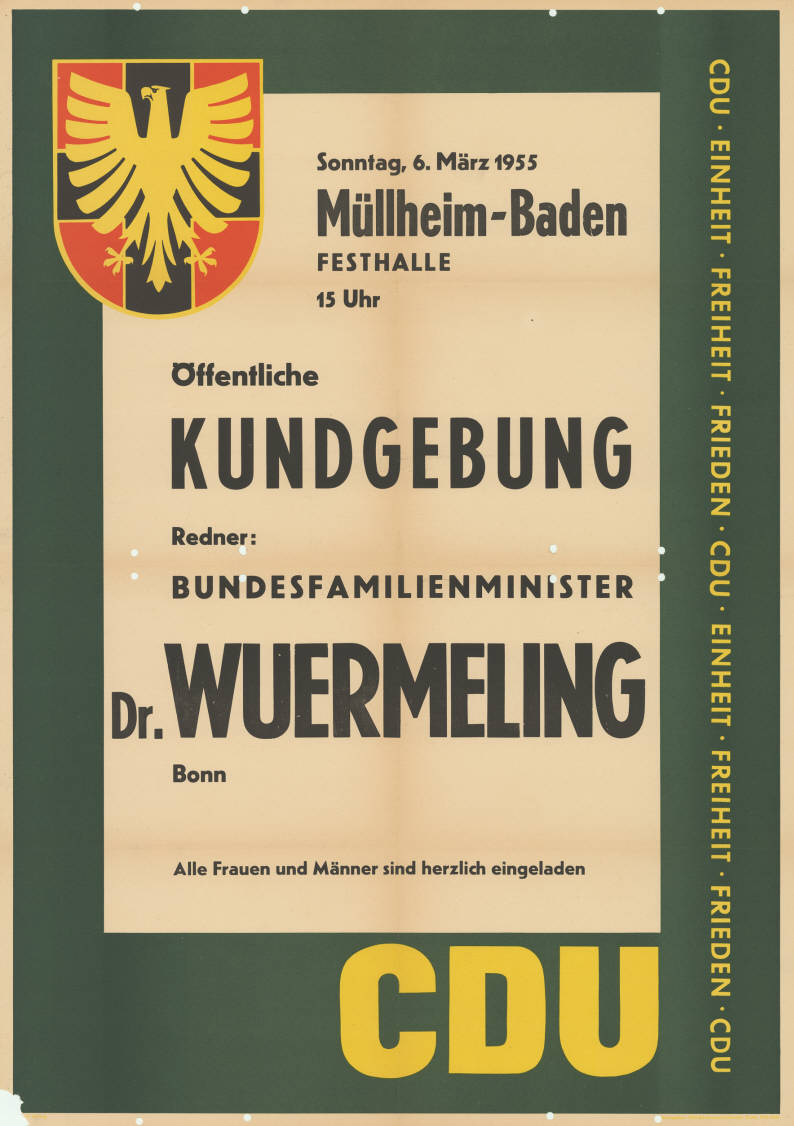
Plakat von 1955: „Festhalle Müllheim–Baden“ – die profanierte Martinskirche

Dieses im Denkmalbuch Baden-Württemberg als Kulturdenkmal eingetragene Gebäude steht im alten Kern „Ober Müllheims“ auf einem nach Westen und Süden abfallenden Moränen-Hügel. Der Turm dieser ursprünglich dem fränkischen Nationalheiligen St. Martin von Tours geweihten Urkirche, ursprünglich ein fränkischer Holzbau aus dem 8. Jahrhundert stammt aus dem 12.Jhdt. und gilt als ältestes erhaltenes Bauwerk Müllheims.
Die erste Kirche aus Stein wurde hier in der ersten Hälfte des 11. Jhdts. errichtet und dann mehrfach erweitert; seine aktuelle Gestalt im nachgotischen Stil erhielt das Gebäude im späten Mittelalter, errichtet wurde es auf den Mauerresten einer römischen Villa rustica; archäologische Untersuchungen brachten im Innern z. B. Reste einer römischen Wand- und Fußbodenheizung ans Licht (-> Hypokaustum). Mit dem Aufschwung der Stadt im 19. Jahrhundert errichtete die protestantische Kirchengemeinde gegenüber dem Amtsgericht einen repräsentativeren Neubau, die „Stadtkirche“: Lange Zeit Amtssitz des Müllheimer Dekans, wurde die Martinskirche 1881 entwidmet und ging in städtischen Besitz über. Von 1921 bis 1976, der Fertigstellung des neuen Müllheimer „Bürgerhauses“, war sie die städtische Festhalle.
Mit einer als „ausgezeichnet“ betitelten Akustik und nahezu 300 Sitzplätzen dient das Anwesen heute säkularisiert und in einen sakralen Zustand zurückversetzt u. a. kulturellen Veranstaltungen und Ausstellungen als festlicher Rahmen.

### Veranstaltungen

#### Bürgerhaus

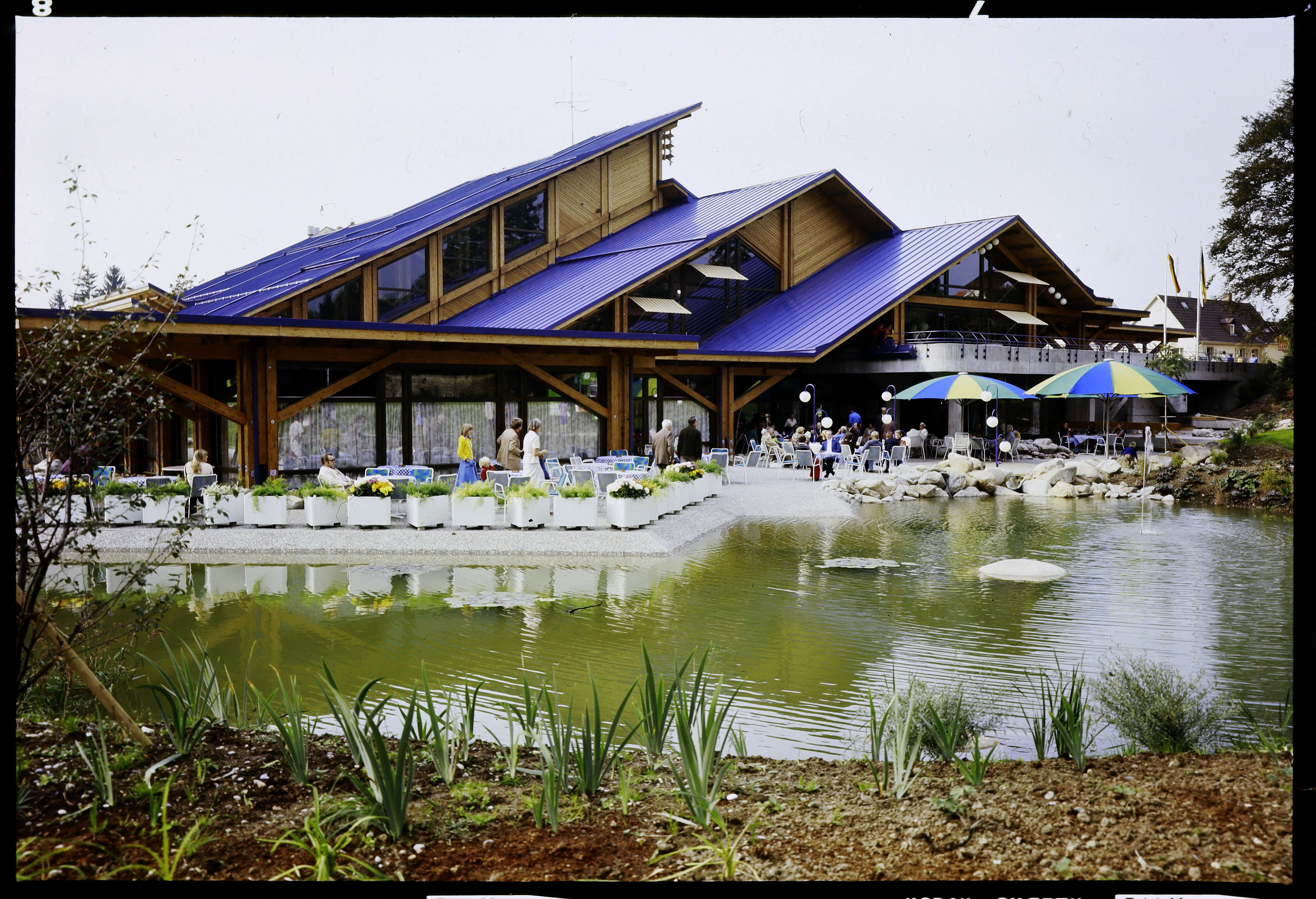
Bürgerhaus Müllheim von Osten: Restaurant und Teich (September 1976, Foto: Willy Pragher)

Im am Südrand der Kernstadt gelegenen, 1976 nach Plänen des Architekten Herbert Schaudt aus Konstanz als Holzbau errichteten Bürgerhaus Müllheim mit seinen mehreren Sälen bzw. Räumen verschiedener Größe finden verschiedenste gesellige, kulturelle und politische Veranstaltungen statt, z. B. auf der Bühne Konzerte und Theateraufführungen, außerdem Tagungen, Vorträge, Fastnachtsfeiern usw., unter Einbeziehung des Außengeländes auch kleinere Messen – seit der Corona-Pandemie tagt hier auch regelmäßig der lokale Gemeinderat. Das ebenfalls im Gebäude befindliche Restaurant übernimmt dabei unter Umständen die Bewirtung.

#### Regelmäßige Veranstaltungen (Auswahl)

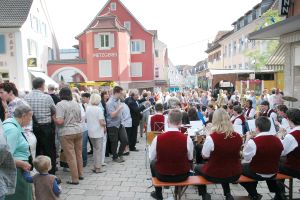
Stadtfest Müllheim (Juli 2004)

- Müllheimer Weinmarkt: Jährlich seit 1872, ältester badischer Weinmarkt und Spezialmarkt für Markgräfler Weine
- Stadtfest: Seit 1971 von örtlichen Vereinen am letzten Wochenende im Juni vornehmlich in der Fußgängerzone („Wilhelmstraße“) sowie angrenzenden Gassen und Höfen veranstaltet.[100] sodass es 2011 sein 40-jähriges Jubiläum feiern konnte;[101] aufgrund der Maßnahmen zur Bekämpfung der weltweiten Corona-Pandemie musste auch es 2020 und 2021 ausgesetzt werden; 2022 konnte es dann sein 50-jähriges Jubiläum feiern.
- Jahrmarkt (Anfang November)

### Zivilgesellschaftliches Engagement
Die AGUS Markgräflerland e. V. (Eigenschreibweise, Arbeitsgemeinschaft Umweltschutz) wurde am 19. März 1975 im damaligen örtlichen Gasthof Bad gegründet im Zusammenhang mit dem Kampf gegen die Atomkraftwerke Whyl am Kaiserstuhl sowie Schwörstadt am deutschen und Leibstadt am schweizerischen Hochrhein und vor allem das AKW Fessenheim im benachbarten Elsass; nicht erst seit der Stilllegung des AKW Fessenheim 2020, auch erreicht als Mitglied des Aktionsbündnis Fessenheim stilllegen. Jetzt!, engagiert sie sich z. B. ebenfalls für eine Mobilitäts- bzw. Verkehrswende mit einer Verbesserung des lokalen und regionalen Ö- und SPNV sowie des SPFV oder für eine lokale Energiewende und bemüht sich um die Sensibilisierung und Stärkung des Bewusstseins der Bevölkerung und der Stadtverwaltung für Umweltprobleme sowie Klima- Natur- und Umweltschutz wie Nachhaltigkeit auch bei Bau und Flächennutzung.
Zwischen 2013 und 2020 setzte sich das Bürgerbündnis Bahn Markgräflerland (bbm) auch mit Unterstützung z. B. der Stadt Müllheim und des benachbarten Auggens unter dem Dach der „IG BOHR“ (Interessengemeinschaft Bahnprotest an Ober- und Hochrhein) auch zusammen mit der AGUS zunächst für eine Lage westlich der bestehenden Bahnstrecke Mannheim–Basel („Rheintalbahn“), später für eine Tieflage der Ausbau- und Neubaustrecke Karlsruhe–Basel ebenfalls westlich der bestehenden Gleise im Bereich Müllheim ein; nach seiner Auflösung ging es in der vorher mit ihm verbündeten MUT (Mensch und Umwelt schonende DB-Trasse Nördliches Markgräflerland e. V.) auf.
Der Friedensrat Markgräflerland setzt sich seit den 1970er-Jahren vor Ort mit einer Militär-kritischen Haltung u. a. mit der Organisation eines Ostermarschs vor Ort für Frieden und Völkerverständigung ein und pflegt das historische Gedenken zu Judenverfolgung, Alltag und Gräuel unter den Nationalsozialisten oder NS-Zwangsarbeit in der Region; der Erinnerungskultur Müllheim e. V. will die lokale und regionale „Erinnerungskultur fördern und einen Beitrag gegen das Vergessen leisten“ mit der Sicherung von Erinnerungen von Zeitzeugen und Betroffenen aus dem Raum Müllheim, die besonders unter der nationalsozialistischen Diktatur und deren Folgen leiden mussten.
Darüber hinaus engagieren sich einige weitere zivilgesellschaftliche Initiativen bzw. Vereine vor Ort wie der Soziale Stadt Müllheim e. V., das Generationen Netz Müllheim (Eigenschreibweise, GeNeM), z. B. seit Mai 2021 mit einem „Generationengarten“ oder der Zuflucht e. V. Der Bürgersozialfonds Müllheim e. V. engagiert sich für schnelle und unbürokratische finanzielle Unterstützung für entsprechend Bedürftige.
Am 2. Februar 2024 protestierten im Zug der Proteste gegen Rechtsextremismus in Deutschland und Österreich 2024 auch in Müllheim mit einer im Lauf der Jahre größten lokalen Kundgebung 1000 bis 2000 Menschen für Demokratie und gegen Rechtsextremismus.

## Wirtschaft und Infrastruktur

### Bildung

#### Schulen
Müllheim beherbergt als Schulstandort mehrere allgemein- und berufsbildende Schulen, z. B.:
- Gemeinschaftsschule Adolph Blankenhorn
- Alemannen-Realschule
- Markgräfler Gymnasium Müllheim (Bekannte Beschulte z. B. Ursula Bassler, ab Januar 2019 Vorsitzende des Verwaltungsrates der Europäischen Organisation für Kernforschung (CERN)[149], Philipp Rauenbusch, ehemaliger Bassist der deutschen Rockband Reamonn oder Josefine Schlumberger, 2015/16 67. Deutsche Weinkönigin)
- Grundschule Britzingen als Außenstandort der Grundschule Buggingen
- Michael-Friedrich-Wild-Grundschule; sie soll ab 2024 saniert und u. a. zum ab 2025 wirksam werdenden Rechtsanspruch auf „verlässliche Ganztagsbetreuung“ z. B. durch eine Mensa erweitert werden.[150]
- Rosenburg-Grundschule

Der Landkreis Breisgau-Hochschwarzwald ist Träger der beruflichen Schulen. Die Georg-Kerschensteiner-Schule vereint unter ihrem Dach eine gewerbliche, eine haus- und landwirtschaftliche Schule, ein sozialwissenschaftliches und ein technisches Gymnasium. Die Kaufmännischen Schulen Müllheim bieten neben einigen kaufmännischen Berufen, der zweijährigen Berufsfachschule für Wirtschaft, denBerufskollegs I und II auch ein Wirtschaftsgymnasium mit internationalem Abitur (seit dem Schuljahr 2011/2012). Müllheim ist ferner Träger der Albert Julius Sievert – Förder- und Sprachheilschule mit angeschlossenem Sprachheilkindergarten und Beratungsstelle.
Die „Freie Waldorfschule Markgräflerland“, die Krankenpflegeschule der Helios Klinik Müllheim, die Private Schule für Erziehungshilfe der Evangelischen Jugendhilfe Kirschbäumleboden eGmbH sowie die „Werkstattschule Müllheim“ („Berufsfachschule“) gehören ebenfalls zum Schulangebot.

#### Städtische Musikschule, „Alte School“

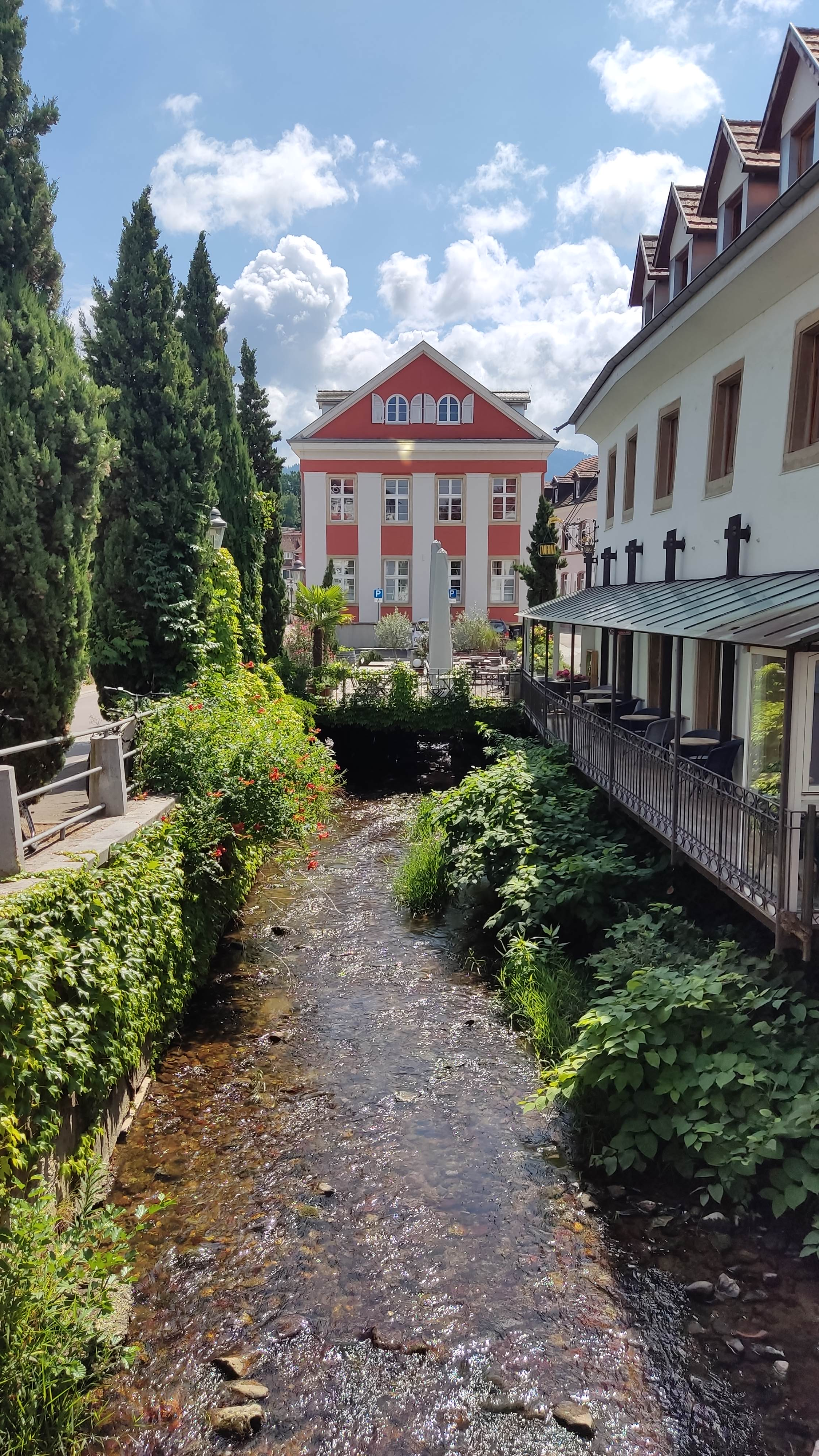
Blick von der Brücke der Fussgängerzone Wilhelmstrasse über den Klemmbach gen Osten auf die „Alte School“,

Die seit 1. Oktober 1974 bestehende Musikschule in städtischer Trägerschaft konnte folgerichtig 2024 ihr 50-jähriges Jubiläum feiern; Unterrichtsräume befinden sich im Gebäude der Schulmensa bei der Mediathek, im „Alten Rathaus“ sowie in der „Alten School“, dem früheren städtischen Schlachthof, dessen Gebäude den Klemmbach überspannt, in dem sich bereits die vom lokalen Gewerbeverein gegründete Gewerbeschule Müllheim befand und nun auch die Harmonikafreunde Müllheim seit 1974 ihr Vereinsheim haben.
Die „Alte School“ war im Zusammenhang mit der Badischen Revolution 1848/49 auch Schauplatz eines Prozesses gegen den Rechtsanwalt Gustav Struve.

#### Schulmensa
Die Anfang März 2007 eröffnete, mittlerweile dem städtischen Dezernat für Bildung, Bürger, Ehrenamt (Fachbereich 50) zugeordnete, zentral gelegene städtische Schulmensa befindet sich mit über 100 Sitzplätzen innen sowie 25 auf einer überdachten Terrasse in direkter Nachbarschaft der lokalen Mediathek auf dem Gelände der ehemaligen denkmalgeschützten Villa Weber.

#### Volkshochschule Markgräflerland
Die interkommunale Volkshochschule Markgräflerland (kurz bzw. Eigenbezeichnung vhs Markgräflerland) feiert 2023 ihr 50-jähriges Bestehen: 1973 umfasste ihr erstes vorgelegtes Programm 1500 Unterrichtseinheiten, mittlerweile (2023) sind es etwa zehn Mal so viele. Gründungsmitglieder waren die heutigen Gemeinden Auggen, Badenweiler, Buggingen, Müllheim und Sulzburg, später stießen Bad Bellingen und Schliengen hinzu. Die VHS hat die Rechtsform eines „eingetragenen Vereins“, sein Sitz ist Müllheim, den Vorsitz hat der Bürgermeister bzw. die Bürgermeisterin Müllheims, die Schultes der anderen beteiligten Gemeinden sind Mitglieder; die Leitung der VHS Markgräflerland hat seit Herbst 2005 Stefanie Heuberger inne.
2008 umfasste der VHS-Haushalt nahezu 450.000 Euro; die Finanzierung erfolgte zu ca. 2/3 über Kursbeiträge, den Rest der aufzuwendenden Kosten teilten sich die beteiligten Kommunen sowie das Land Baden-Württemberg und andere Organisationen.
Der jährliche Semester-Auftakt mit der Vorstellung des neuen Programms erfolgt in der Regel im Rahmen einer kleinen Veranstaltung. 2005 wurde der erste Theater-Kurs durchgeführt und der Gewölbekeller im VHS-Gebäude als Theaterraum eingeweiht.
Ein Schwerpunkt der VHS-Bildungsarbeit ist mittlerweile die Durchführung von Integrationskursen: 2024 wird die vhs Markgräflerland hier ihren hundertsten seit dem entsprechenden Start im Jahr 2006 anbieten; Yoga-Kurse zählen zu den meistgefragtesten Angeboten.

##### Jugendkunstschule
Die Abteilung Müllheimer Jugendkunstschule organisiert jährlich unter einem bestimmten Motto eine Ausstellung mit Werken von Schülern mehrerer Müllheimer Schulen, 2023 zu Die Elemente.

### Garnisonsstadt

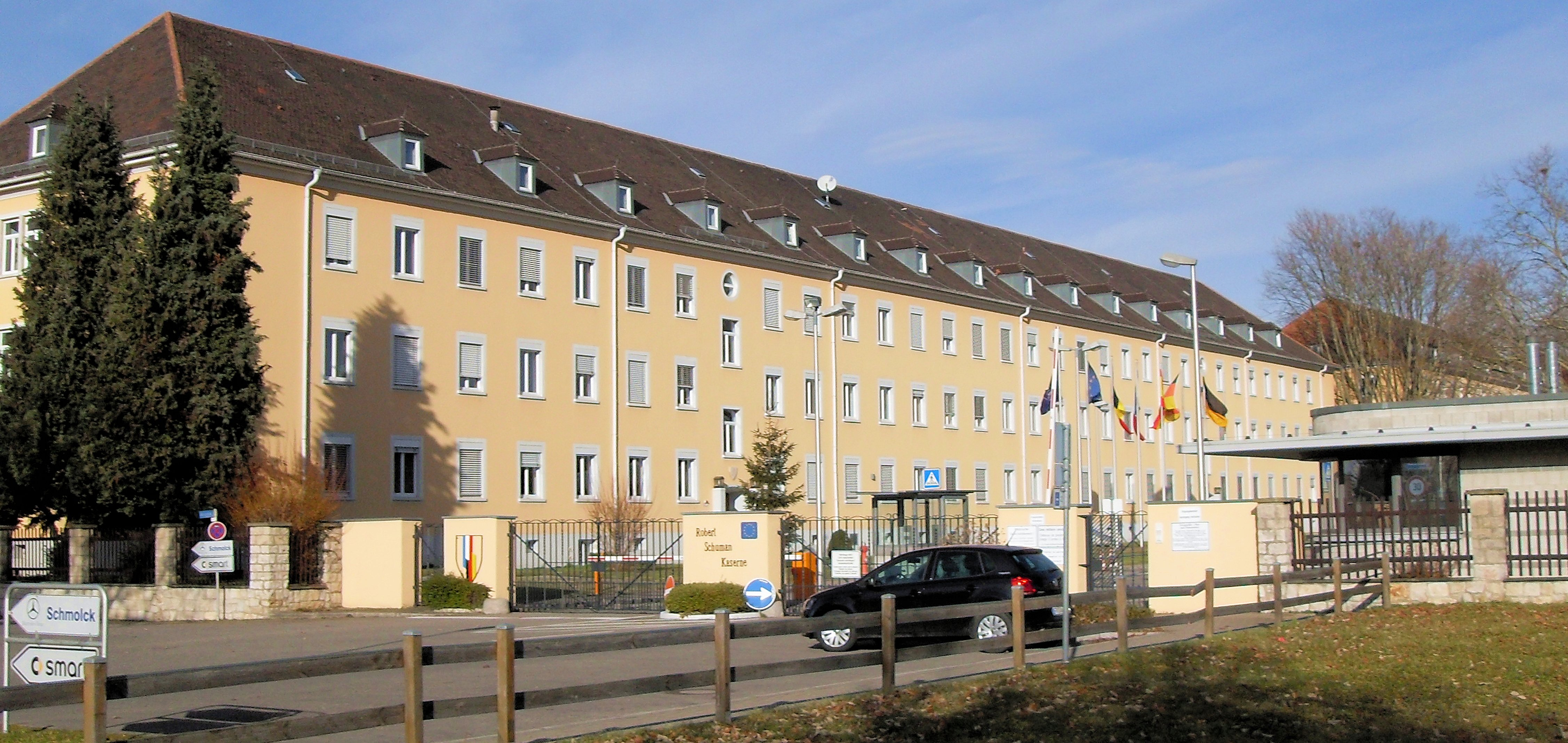
Robert-Schuman-Kaserne: Stabsgebäude der Deutsch-Französischen Brigade

Bereits 1901 wurde Müllheim „Garnisonsstadt“; die Errichtungen einer Artillerie- und einer Infanterie-Kaserne in der heutigen Stadtmitte schon vor dem Ersten Weltkrieg hatten entscheidenden Einfluss auf die Entwicklung der Gemeinde: Am 1. Oktober 1906 bezog das 1. Bataillon des Hohenzollernschen Fußartillerieregiments Nr. 13 die neue Garnison, 1907 folgte das II. / 7. Badisches Infanterie-Regiment Nr. 142. Im Lauf des Ersten Weltkriegs beheimatete Müllheim verschiedene Kommandostellen, u. a. das damalige „Armeeoberkommando“.
Mit Kriegsende 1919 wurde die erste Müllheimer Garnison aufgelöst, nach ihrer Konversion (die Umnutzung bislang militärischer Gebäude in zivilen Gebrauch, so beherbergen die ehemals soldatisch genutzten Gebäude heute unter anderem einen Teil des städtischen sowie das Finanzamt Freiburg-Land, Sozialwohnungen, das Markgräfler Gymnasium, die Waldorfschule Markgräflerland sowie die örtliche Polizei) errichtete die Wehrmacht auf den im August 1936 in Berlin erfolgten Beschluss der Reichsregierung an der nordwestlichen Ecke der Stadt im Gewann Senfboden oberhalb der heutigen Bundesstraße 3 die Georg-Teschner-Kaserne: Hier zog am 1. Juli 1938 das „Maschinengewehr-Bataillon Nr. 4“ ein.
Die nach 1945 von einer Panzer- und Artillerieabteilung der Französischen Armee genutzten Anlagen (nun Quartier Turenne nach dem französischen Heerführer und Marschall von Frankreich Henri de La Tour d’Auvergne, vicomte de Turenne, 1611–1675) beherbergen in der heutigen Robert-Schuman-Kaserne seit 1992 den Brigade-Stab und das Versorgungsbataillon der Deutsch-Französischen Brigade; sie ist damit die einzige Kaserne in Deutschland, die den Namen eines „ausländischen“ Politikers trägt.
Die lange Prägung der Stadt durch militärische Nutzung zeitigte ein entsprechendes Bürger- und zivilgesellschaftliches Engagement, z. B. durch die Gründung des „Friedensrates Markgräflerland“.

### Medien
Als Tageszeitungen informieren die Badische Zeitung mit einer eigenen Lokal-Ausgabe sowie Die Oberbadische mit einer Lokalseite täglich über das aktuelle überregionale und lokale Geschehen; als Wochenzeitung am Oberrhein wird jeweils mittwochs eine lokale Ausgabe des ReblandKurier der Wochenzeitungen am Oberrhein Verlags-GmbH (WZO) kostenlos verteilt und ausgelegt. Sonntags wird die Zeitung Der Sonntag in einer Regionalausgabe Markgräflerland kostenlos an alle Haushaltungen verteilt.

### Mühlen, Mühlenhandwerk
Die nicht zu tief liegende Sohle, das über das Stadtgebiet mäßige Gefälle des Klemmbachs, sein konstantes Wasserdargebot und der ausreichende Wasserstand, seine Fließgeschwindigkeit und der Wasserdruck waren für die Errichtung der stadtnamensgebenden Wassermühlen besonders günstig, sodass ab dem 13. Jhdt. in Müllheim sieben bis acht solcher Mühlen genannt werden, welche außer den Mahlgängen zum Getreidemahlen auch über Vorrichtungen zum Trotten von Öl, Obst und Wein sowie zum Stampfen und Brechen von Hanf bzw. Flachs sowie Holz-Sägen verfügten:
- Diethelm-Mühle; Ersterwähnung 1733; soll aber erheblich älter sein und zum ehemals benachbarten Schloss Rosenburg gehört haben
- Frick-Mühle – 1382 genannt als Mühle der Herren von Baden zu Liel
- Kaiser-Mühle (Schweizer Mühle) – 1655 wieder aufgebaut nach dem dreißigjährigen Krieg
- Koger-Mühle; erstmals urkundlich erwähnt 1513 als „Mühle am Hachberg, wo der Weg zum Schneckenbrunnen geht“
- Matten-Mühle (Henssler-Mühle), erstmals 1609 in Prozessakten erwähnt – die einzige lokale Mühle, welche das Mühlensterben im 19. und 20. Jhdt. überlebte; bis 2010 wurde hier auf modernen metallenen Walzenstühlen Mehl gemahlen
- Mühle an der Gemarkungsgrenze zu Neuenburg; 1462 in Prozessprotokollen genannt, zerstört durch Hochwasser, genaue Lage heute unbekannt
- Sprengen-Mühle, genannt 1421 als „die Müli in der Kalchen, heißet Sprengenmüli“ im Besitz der Herren von Neuenfels – da die Adelsfamilie Sprenge urkundlich letztmalig im Jahr 1280 erscheint, wird angenommen, dass die Mühle älter sei
- Waisenhofmühle (Mühle an der Erngupfe, Gabelmann-Mühle) – erstmals genannt um 1238 im Besitz der Johanniter zu Neuenburg; in der Nähe befand sich die Gemeinde-Tenne, der örtliche Dreschplatz

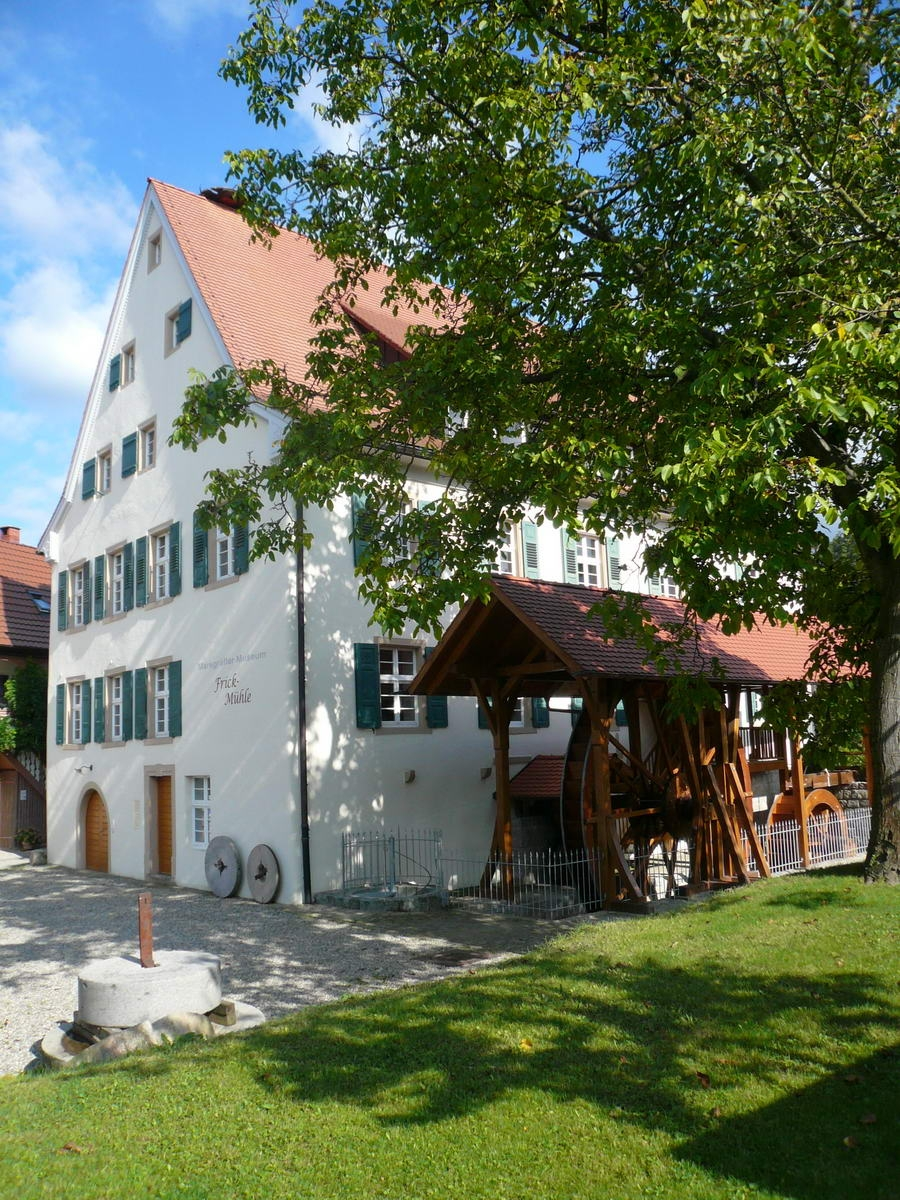
Mühlenmuseum Frickmühle

Eine Liste von 1758 nennt auf den neun Kilometern des Klemmbachs zwischen Müllheim und Oberweiler mit Schweighof 13 Getreidemühlen mit zusammen 30 Mahlwerken, was als „ausreichend zur Versorgung von 10.000 Menschen“ genannt wird – Müllheim zählte 1812 1.709 Einwohner, Nieder-, Ober- und Badenweiler zusammen ca. 1.500 – hier hätten drei Mühlen ausgereicht: Die Kunden der örtlichen Mahlwerke kamen auch aus den umliegenden Orten ohne eigene entsprechende Betriebe oder waren auch „Wälder“ (aus dem Wiesental), welche in der Rheinebene Getreide gekauft hatten und es auf dem Heimweg mahlen ließen.
Die im 18. Jhdt. in einer Phase besonderen Erfolgs des lokalen Mühlenhandwerks neu errichteten Müllheimer Mühlengebäude sind heute noch alle vorhanden bis auf die 1966 abgerissene Kaiser-Mühle und die im 15. Jhdt. abgegangene Mühlenhofstatt an der westlichen Gemarkungsgrenze zu Neuenburg:
Im oberhalb des östlichen Teilorts Niederweiler liegenden Oberweiler wird noch heute eine historische Ölmühle zeitweise mit dem Wasser des Klemmbachs betrieben.

#### Mühlenmuseum Frick-Mühle
Das 2008 eröffnete Mühlenmuseum Frick-Mühle ist eine Außenstelle des Markgräfler Museums und befindet sich in der ehemaligen Getreidemühle der örtlichen Familie Frick; sie wurde über einen heute abgegangenen Mühlkanal aus dem Wasser des Klemmbachs betrieben. Ein nachempfundener oberschlächtiger Zulauf ist heute dem rekonstruierten Mühlrad vorgegliedert und wird bei entsprechenden Veranstaltungen mittels Pumpen-getriebenem Wasser-Umlauf simuliert. Anfang April 2025 konnte auch die Gestaltung und Fertigstellung des vorgelagerten Platzes mit der Namensgebung nach der letzten hier aktiv tätigen Müllerin zum Minna-Frick-Platz gefeiert werden.

### Öffentliche Einrichtungen

#### Versorgung
2009 nahmen die Stadtwerke Müllheim – Staufen ihren Betrieb auf. Sie entstanden aus der Fusion der Wasserversorgung Müllheim mit den Stadtwerken Staufen und liefern Wasser, Gas und Strom. Für die Abwasserbeseitigung ist weiterhin die Stadt Müllheim zuständig.

#### Behörden und Gerichte
Müllheim ist seit der Verlegung des Amtssitzes der Vogtei Badenweiler im Jahre 1727 Sitz von Behörden und Verwaltungen. Anlass war die Zerstörung der Burg Baden in Badenweiler im Jahre 1684 während des Holländischen Krieges.
In Müllheim gibt es ein Polizeirevier sowie ein Finanzamt. Die Stadt beherbergt eine Außenstelle des Landratsamtes des Landkreises Breisgau – Hochschwarzwald (einschließlich einer Außenstelle des Gesundheitsamtes und der Kfz-Zulassungsstelle) sowie eine Außenstelle des Staatlichen Vermessungsamtes Freiburg und der Agentur für Arbeit Freiburg. Auch das Institut für umweltgerechte Landbewirtschaftung (IFUL), eine dem Ministerium für Ernährung und Ländlichen Raum Baden-Württemberg unterstehende Dienststelle, ist in Müllheim beheimatet. Ferner ist die Stadt Sitz des Kirchenbezirks Müllheim der Evangelischen Landeskirche in Baden. Geschlossen wurde im Jahre 2004 das Kreismedienzentrum. Mit einer Verwaltungsreform ging am 1. Januar 2005 auch die 160-jährige Geschichte des Staatlichen Forstamtes (1844 als Großherzogliche Bezirksforstei Müllheim gegründet) zu Ende.
Die Stadt ist Sitz des Amtsgerichts Müllheim.
Die dazugehörende Jugendarrestanstalt (JAA) mit zuletzt 16 bis 20 Plätzen und modellhaftem Jugendstrafrechts-Vollzug wurde zum Ende September 2010 geschlossen; sie wurde zusammen mit der ebenfalls geschlossenen JAA Wiesloch in der bisherigen, für über eine Million Euro renovierten Justizvollzugsanstalt (JVA) Rastatt mit einer Kapazität von 50 bis 60 Plätzen zusammengelegt.

#### Klinik

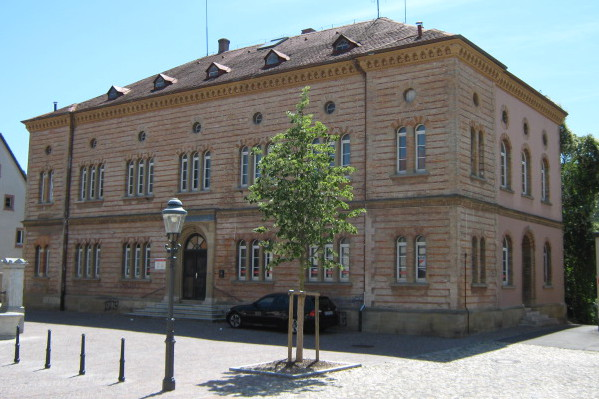
Altes Spital an der Hauptstraße

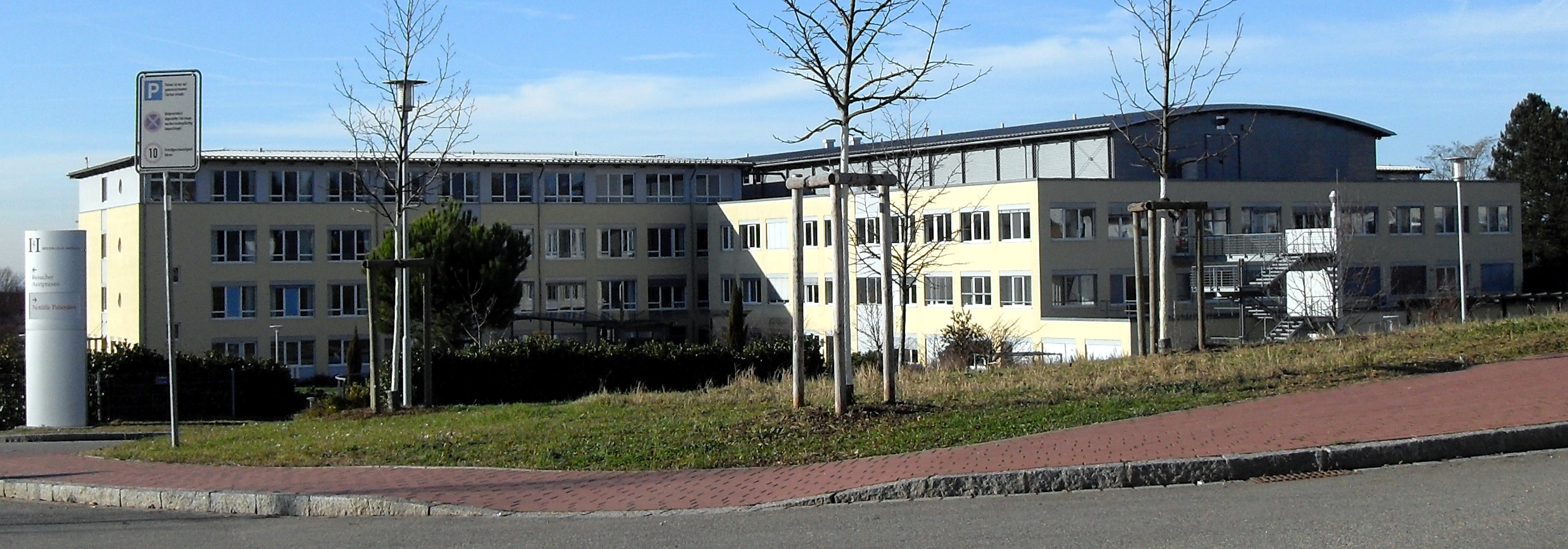
Helios-Klinik

Müllheim ist seit langem Krankenhausstandort: 1946 bis 47 wurde anstelle einer Zehntscheuer das städtische Spital errichtet, es wurde bis 1958 als solches genutzt. Von 1974 bis 2007 diente das Gebäude („Altes Spital“) unter anderem als Jugendzentrum; mittlerweile gastronomischem Betrieb.
Heute ist Müllheim Sitz einer der Helios-Kliniken des Fresenius-Konzerns. Ihr Neubau wurde 2005 als Ersatz für das ehemalige Kreiskrankenhaus Müllheim bezogen und beherbergt Abteilungen für Innere Medizin, Geriatrie, Chirurgie, Gynäkologie und Geburtshilfe, Anästhesie sowie drei Belegabteilungen: Urologie, Hals-Nasen-Ohren- (HNO) und Augenheilkunde. Darüber hinaus fungiert sie als regionale lokale Schlaganfalleinheit und ist seit 2010 akademisches Lehrkrankenhaus der Universität Freiburg.
Von Herbst 2011 bis August 2012 wurden die Gebäude des ehemaligen Kreiskrankenhauses und des mit ihm erbauten Schwesternwohnheims abgerissen. Im Juli 2013 waren bereits mehrere Bauanträge für Mehrfamilienhäuser bei der Stadtverwaltung eingegangen. Die Kinderkrippe wurde im April 2015 eröffnet, der Spatenstich für das Wohnquartier am Köhlgartenring hatte bereits im Oktober 2014 stattgefunden.

### Unternehmen
- AUMA Riester, Hersteller von Stellantrieben und Armaturgetrieben
- Hellma, Hersteller von Küvetten
- Pulmoll-Kalfany GmbH, größter europäischer und erster deutscher Dosenbonbon-Hersteller[203] u. a. mit der Marke Pulmoll.
- Schott Pharma im Ortsteil Hügelheim
- Neoperl (Dieter Wildfang) GmbH

### Verkehr

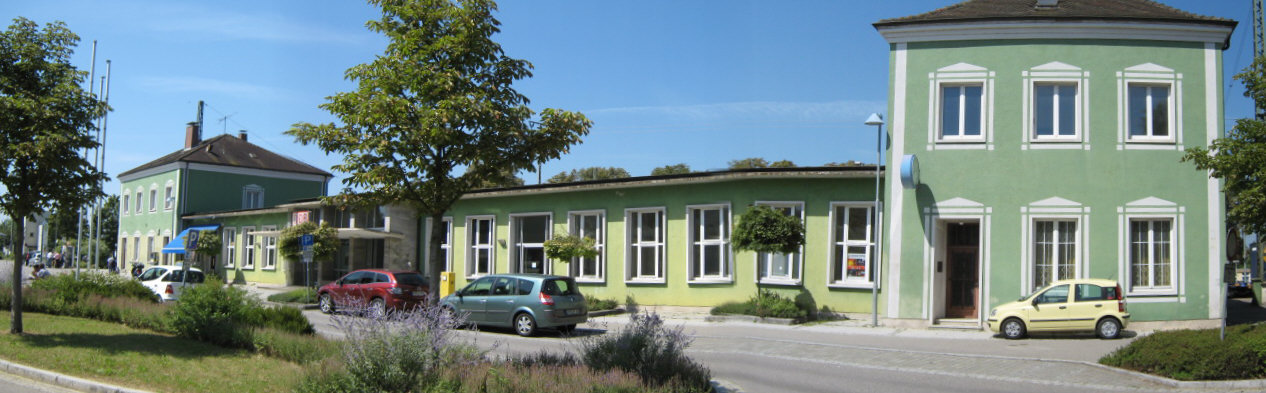
Ehemaliges Bahnhofsgebäude Müllheim (Baden)

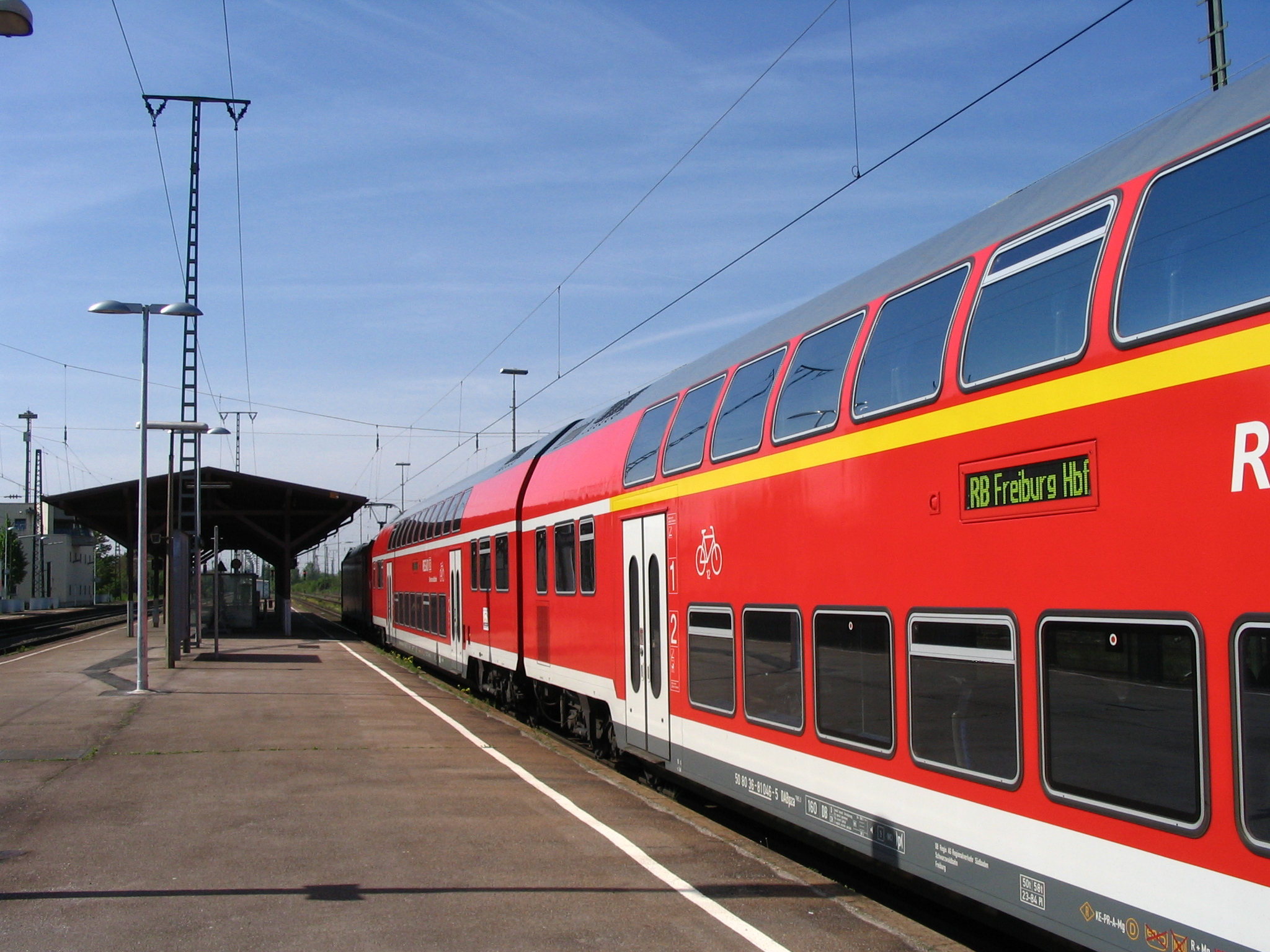
Regionalbahn am ehemaligen Gleis 5 im Bhf Müllheim

#### Bahnverkehr
Der Bahnhof Müllheim liegt an der Bahnstrecke Basel–Karlsruhe (Rheintalbahn) der DB AG, etwa in der Mitte zwischen Freiburg im Breisgau und Basel und im Tarifgebiet des Regio-Verkehrsverbundes Freiburg (RVF).
1980 wurde auf der Bahnstrecke Müllheim–Mulhouse der Personenverkehr eingestellt, von 2006 bis 2012 wurde er an bestimmten Sonn- und Feiertagen im Rahmen eines Eventverkehres wieder angeboten. Seit 9. Dezember 2012 gibt es täglich bis zu sieben Verbindungen, wobei mindestens ein Zugpaar direkt bis Freiburg (Breisgau) Hauptbahnhof geführt wird. Zum Einsatz kommen französische X73900, Baleine Bleue, dt. Blauwal. Seit Beginn des Winterfahrplanes am 12. Dezember 2009 wurde die Relation Freiburg-Müllheim tagsüber etwa im Zwei-Stunden-Takt von/nach Neuenburg am Rhein verlängert. Nachdem bis in die 1990er Jahre auch Nachtreisezüge mit Kurswagen nach Kopenhagen und Moskau in Müllheim Halt machten, verkehrt seit Dezember 2013 wieder täglich ein Intercity-Zugpaar von Basel Bad Bf nach München Hbf und zurück mit Halt in Müllheim („Baden-Kurier“). Zwischen 2013 und 2018 hielt hier auch das TGV-Zugpaar Freiburg im Breisgau Hbf – Paris Gare de Lyon.
Im Zug des Ausbaus der Rheintalbahn wird das Bahnhofsgebäude Mitte 2022 abgerissen, weil an seiner Stelle auf der Stadtseite der Rheintalbahn die beiden Schnellzug-Gleise zu liegen kommen.
Die Lokalbahn Müllheim-Badenweiler nach Badenweiler wurde am 22. Mai 1955 stillgelegt und abgebaut; von ihr ist lediglich das Bahnhofsgebäude in Badenweiler erhalten.

#### Radverkehr
Durch Alltagsrouten aus dem Radnetz Baden-Württemberg ist Müllheim
- über Auggen und Schliengen mit Weil am Rhein,
- über den Stadtteil Hügelheim und über Buggingen und Heitersheim mit Bad Krozingen und
- über Neuenburg am Rhein Richtung Chalampé und Mulhouse verbunden.

Durch Müllheim verläuft als Landes-Radfernweg der Badische Weinradweg. Er führt von Grenzach-Wyhlen nach Schliengen und oberhalb des Rheintals über Auggen nach Müllheim und weiter über die Ortsteile Zunzingen und Britzingen und über Heitersheim nach Staufen im Breisgau. Das Ziel des Radfernweges ist Laudenbach im Norden Baden-Württembergs. 

#### Fernstraßen
In Nord-Süd-Richtung führt die Bundesstraße 3 durch Müllheim, die Bundesstraße 378 zweigt am nordwestlichen Stadtrand nach Westen von ihr ab und führt als Autobahnzubringer über Neuenburg am Rhein zur Bundesautobahn 5 Karlsruhe – Basel mit den Auf- und Abfahrten Müllheim/Neuenburg sowie zur Staatsgrenze nach Frankreich in der Mitte der Brücke über den Altrhein, dort wird sie zur „D 39“ in Richtung Mülhausen.

#### Flugplatz
Nächstgelegener (12 km) Flugplatz ist der Verkehrslandeplatz Bremgarten EDTG. Der nächste Verkehrsflughafen ist der Flughafen Basel-Mülhausen. Müllheim verfügt außerdem über den Flugplatz Müllheim, welcher vom Markgräfler Luftsportverein e. V. Müllheim betrieben wird.

## Persönlichkeiten

### Töchter und Söhne der Stadt
- Berthold von Mülnheim († um 1108), ältestes erwähntes Mitglied der Familie Müllenheim (benannt nach Müllheim i. Br.)
- Johann Matthias Schneuber (1614–1665), Lyriker
- Emanuel Meier (1746–1817), badischer Beamter und Diplomat
- Karl Heinrich Leussler (1792–1838), badischer Oberamtmann
- Friedrich Maler (1799–1875), Architekt, Diplomat, Kunstsammler und Kunstagent
- Nicolaus Blankenhorn-Krafft (1810–1860), Landtagsabgeordneter und Bürgermeister
- Gustav Bacherer (1813–1850), Schriftsteller
- Hugo Wolf (1830–1900), badischer Revolutionär von 1849, Arzt
- Karl Muser (1833–1917), Gastwirt und Dichter
- Adolph Blankenhorn (1843–1906), Weinbau-Pionier, Önologe
- Ernst Blankenhorn (1853–1917), Reichstags- und Landtagsabgeordneter, Bürgermeister 1890–1899, Ehrenbürger
- Hermann Zivi (1867–1943), Kantor und Komponist in Wuppertal, emigrierte noch 1939 nach Tel Aviv
- Wilhelm Stiegeler (1871–1939), Kaufmann und Unternehmer
- Alfred Gmelin (1878–1965), Bankmanager
- Ernst Krieck (1882–1947), geboren in Vögisheim, Lehrer, Schriftsteller und Professor, einflussreich auf die Pädagogik im Nationalsozialismus
- Friedrich Wilhelm Maier (1883–1957), katholischer neutestamentlicher Exeget
- Fritz Stiefvatter (1887–1916), Jagdflieger
- Fritz Fischer (1900–1986), Redakteur und Heimat-Maler
- Fritz Wolfsberger (1902–1959), alemannischer Heimatdichter
- Franz Kirchheimer (1911–1984), Geologe und Paläontologe
- Werner Walter Weinstötter (1914–2000), Verleger und Modelleisenbahnjournalist
- Marga Höffgen (1921–1995), Altistin
- Erich Gehmann (* 1922), Sportschütze
- Herbert Falk (1924–2008), Pharma-Unternehmer und Herausgeber von Wanderführern
- Wolfgang Neininger (1926–2020), Violinist, Pianist und Komponist sowie Dirigent und Hochschullehrer
- Petra Blume (* 1957), Autorin niederdeutscher Mundart
- Hans-Christian Günther (1957–2023), Klassischer Philologe und Hochschullehrer
- Peter Wolf (* 1957), Künstlermanager und Fernsehproduzent
- Hannes Läubin (* 1958), Trompeter und Musikpädagoge
- Andrea Sick, (* 1963), Kultur- und Medienwissenschaftlerin, Kuratorin
- Jutta Zimmermann (* 1963), Anglistin
- Ekkehard Felder (* 1964), Germanist
- Philipp Rauenbusch (* 1973), E-Bassist bei der Band Reamonn
- Mateo Kries (* 1974), Kunsthistoriker, Kurator und Autor
- René Pfister (* 1974), Journalist
- Dirk Ifenthaler (* 1974), Erziehungswissenschaftler
- Christian Schäfer (* 1975), Regisseur und Theaterleiter
- Markus Fehrenbach (* 1975), Rechtswissenschaftler
- Stefanie Schumacher (* 1976), Akkordeonistin
- Ali Yarayan (* 1976), Unternehmer, Jurist und Rechtsanwalt
- Jae (* 1978), Schriftstellerin
- Nadyne Saint-Cast (* 1979), Politikerin (Bündnis 90/Die Grünen), Landtagsabgeordnete
- Markus Ortlieb (* 1980), Fußballprofi
- Joscha Kiefer (* 1982), Schauspieler
- Bizzy Montana alias Daniel Constantin Maximilian Ott (* 1983), Rapper
- Markus Ganter (* 1986), Musikproduzent
- Fabienne Hurst (* 1987), Journalistin, Filmemacherin und Autorin
- Josefine Schlumberger (* 1994), Weinkönigin
- Fabian Rüdlin (* 1997), Fußballspieler

### Persönlichkeiten, die vor Ort gewirkt haben
- Michael Friedrich Wild (1747–1832), Begründer des vereinheitlichten Maß- und Gewichtssystems im Großherzogtum Baden
- Friedrich Wilhelm Vulpius (1801–1892), Apotheker und Geobotaniker; lokal bekannt als Belchen-Vater
- Albert Julius Sievert (1835–1904), Stadtpfarrer und Chronist von Müllheim
- Theodor Scholz (1883–1964), deutscher Journalist und Zeitungsverleger
- Albin Neininger (1892–1948), Musiklehrer, Chorleiter und Namensgeber eines Platzes am Müllheimer Reggenhag
- Marga Höffgen (1921–1995), Altistin
- Jan Merk (* 1964), Historiker, Autor und Museumsleiter